# Kujawy
Kujawy (łac. Cuiavia, niem. Kujawien) – region historyczno-etnograficzny położony w północno-środkowej Polsce, w dorzeczu środkowej Wisły i górnej Noteci. Główną grupą etnograficzną regionu są Kujawiacy.
Duże połacie centralnych Kujaw zajmują czarne ziemie – jedne z najurodzajniejszych gleb w Polsce. Do bogactw naturalnych należy także sól kamienna, wydobywana w okolicach Inowrocławia i sól warzona z solanki z odwiertów w Ciechocinku. 
Historyczną stolicą Kujaw jest Włocławek. Zwyczajowo pod względem etnograficznym rozdziela się region na Kujawy Wschodnie ze stolicą we Włocławku i Kujawy Zachodnie ze stolicą w Inowrocławiu. Niekiedy wyróżniane są także Kujawy Północne na terenach dawnego księstwa bydgosko-wyszogrodzkiego ze stolicą w Bydgoszczy, która od XVII wieku pozostaje największym ośrodkiem gospodarczym i demograficznym całych Kujaw.
Niektórzy ludoznawcy – m.in. Oskar Kolberg i Zygmunt Gloger – ze względu na wspólną historię i etnografię ziemi chełmińskiej i dobrzyńskiej, skłonni byli uznać oba te regiony za część regionu kujawskiego. Podobne godło i wspólna historia w XIII w. łączy także Kujawy z ziemią sieradzką i łęczycką.

## Toponimia
Etymologia nazwy Kujawy była w historii różnie wywodzona. Najbardziej prawdopodobny zdaje się być wykład Stanisława Rosponda, który wywodzi nazwę Kujawy od słów kui, kuiati oznaczających wicher i zarówno odmianę terenu równinnego, wydmowego, narażonego na silne jego podmuchy. Etymologia nazwy Kujaw związana jest zatem z fizjografią tej krainy.
Nazwa Kujawy pojawiła się po raz pierwszy w źródłach pisanych w 1136 r. Wymienia ją Bulla gnieźnieńska wydana przez papieża Innocentego II, biorąca pod opiekę papieską archidiecezję gnieźnieńską. Później nazwa krainy występuje w wielu średniowiecznych dokumentach. Odnotowuje ją również w swoich kronikach mistrz Wincenty zwany Kadłubkiem.

## Granice

### Historyczne

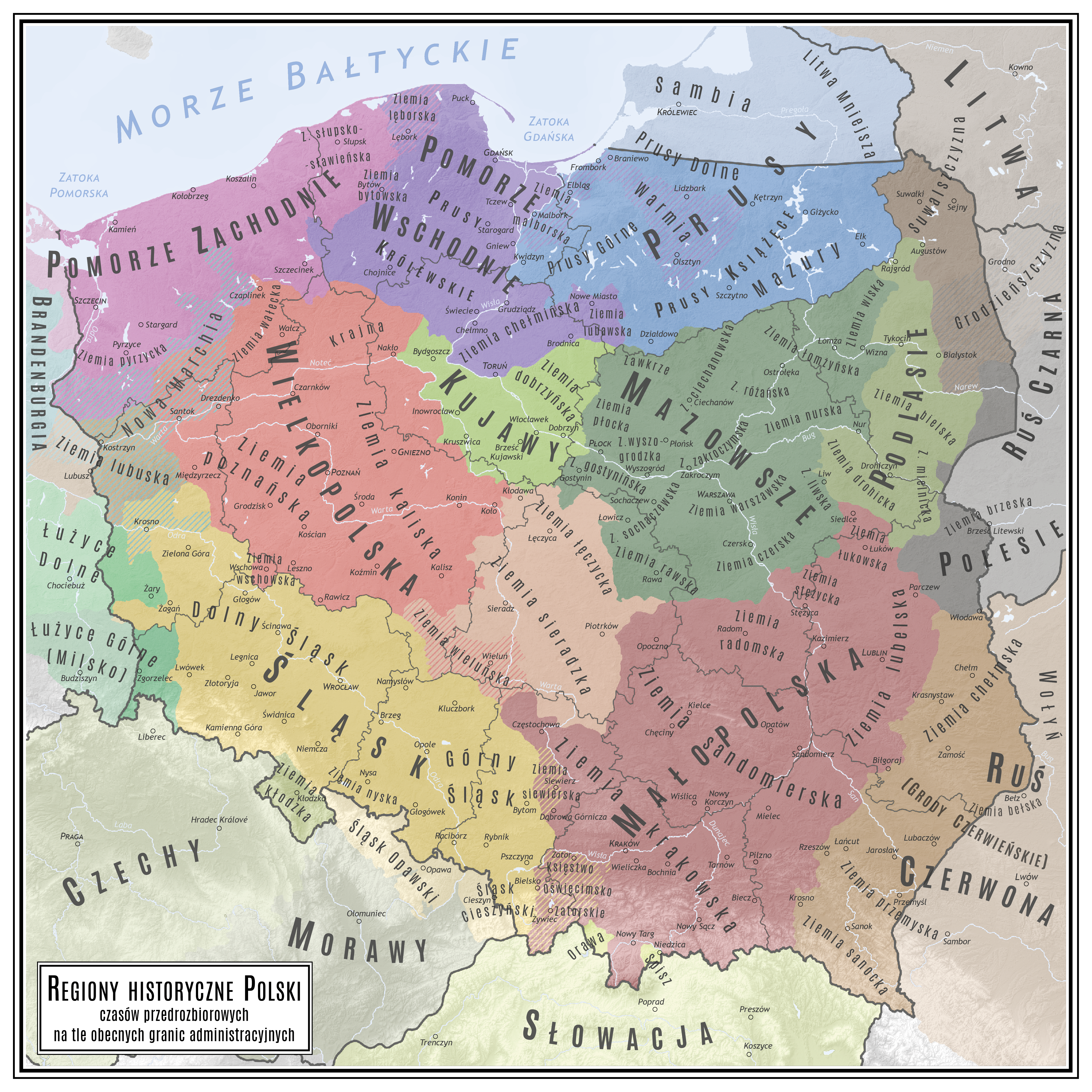
Kujawy i inne krainy historyczne Polski na tle współczesnych granic administracyjnych

Kujawy jako region historyczny sąsiadują na północy z Pomorzem Gdańskim i ziemią chełmińską, na zachodzie z Wielkopolską, na południu z ziemią łęczycką, a na wschodzie z Mazowszem. 
Granice Kujaw biegną lewym brzegiem Wisły od ujścia Skrwy na południu po ujście Wdy na północy, ciągną się ku zachodowi do Koronowa i Nakła po Pakość do Noteci, dalej skręcają na zachód od rzeki, przechodzą przez jezioro Trląg, łukiem przecinają lasy strzeleńskie, dochodząc do jeziora Skulskiego i górnej Noteci, obejmują dalej Jezioro Brdowskie, Chodecz i Lubień Kujawski, aby dojść poprzez Skrwę do Wisły.
Współcześnie większa część Kujaw leży na terenie województwa kujawsko-pomorskiego, zaś ich południowe fragmenty na terenie województwa wielkopolskiego (fragmenty powiatów kolskiego i konińskiego) i mazowieckiego (fragmenty powiatów płockiego i gostynińskiego).
W skład Kujaw wchodzą dwa powiaty grodzkie: Bydgoszcz i Włocławek (bez dzielnicy Zawiśle leżącej w ziemi dobrzyńskiej) oraz powiaty ziemskie: aleksandrowski, bydgoski (bez gminy Dąbrowa Chełmińska i fragmentu gminy Koronowo), inowrocławski (bez terenu położonego na zachód od jezior Pakoskich), radziejowski i włocławski. Fragmenty Kujaw znajdują się także w powiatach: mogileńskim (gmina Strzelno i Jeziora Wielkie), toruńskim (gmina Wielka Nieszawka), żnińskim (okolice Barcina i Łabiszyna), kolskim (okolice Przedcza i Brdowa), konińskim (gmina Wierzbinek, Sompolno, Skulsk), płockim (okolice Nowego Duninowa) i gostynińskim (północno-zachodnie fragmenty gminy Gostynin). Również lewobrzeżna część Torunia (Podgórz) leży na terenie Kujaw.

### Etnograficzne
W przeszłości historyczna i etnograficzna granica Kujaw pokrywała się w przybliżeniu do końca XVIII wieku. Jednakże już w XVI – XVII w. na tzw. Kujawach Północnych (okolica Bydgoszczy, Fordonu, Solca i Koronowa) intensywne kontakty handlowe i rodzinne z kupiectwem Gdańska, miastami i folwarczną szlachtą Wielkopolski i Pomorza (spławny handel zbożowy i solny) zaważyły o tym, że mieszczaństwo i szlachta tych okolic zaczynały myśleć w kategoriach, które przekraczały wąski krąg zagadnień jednego regionu, czy krainy. Po rozbiorach Polski wskutek zmian granic politycznych, osadnictwa niemieckiego i germanizacji oraz wpływów kulturowych sąsiednich regionów następował stopniowy zanik poczucia kujawskiej przynależności regionalnej wśród mieszkańców okolic Koronowa, Bydgoszczy, Łabiszyna i Barcina, a także na południowym i wschodnim pograniczu dzielnicy z Wielkopolską i Mazowszem (Gostynin, Kutno, Koło, Sompolno).
Wskutek wpływów kulturowych i gospodarczych sąsiednich regionów (Wielkopolska, Mazowsze, Pomorze Gdańskie), wielokrotnej zmiany granic politycznych, germanizacji w XIX w. oraz wymiany ludności, zasięg etnograficzny Kujaw skurczył się od północnego zachodu, południa i wschodu i obejmuje współcześnie głównie tereny znajdujące się na Równinie Inowrocławskiej i Pojezierzu Kujawskim.

### Regionalizacja Kujaw
Kujawy nie są i nie były regionem jednolitym etnograficznie. Ze względu na różnice kulturowe oraz fizjograficzne wyróżnia się dwa rodzaje podziałów Kujaw:
- Historyczno-etnograficzny – powstały wskutek rozbiorów I RP, kiedy przez Kujawy przechodziła granica pomiędzy Prusami i Rosją. Podział ten spowodował różnice kulturowe i dialektalne wśród ludności kujawskiej[8]:
  - Kujawy Zachodnie lub Kujawy Czarne – obejmujące obszar zaboru pruskiego, niekiedy utożsamiany z terenami dawnego księstwa gniewkowskiego i inowrocławskiego. Stolicą Kujaw Zachodnich jest Inowrocław.
  - Kujawy Wschodnie, Południowe lub Białe – obejmujące obszar zaboru rosyjskiego, niekiedy utożsamiany z terenem dawnego księstwa brzesko-kujawskiego. Stolicą Kujaw Wschodnich jest Włocławek.
  - Kujawy Północne – utożsamiane z obszarem dawnego księstwa bydgosko-wyszogrodzkiego. Mianem Kujaw Północnych określany jest teren powiatu bydgoskiego (lecz bez gminy Dąbrowa Chełmińska i zachodniego obszaru gminy Koronowo). Niekiedy region ten bywa łączony z Kujawami Zachodnimi.

- Etnograficzno-geograficzny[8]:Podział etnograficzno-geograficzny Kujaw

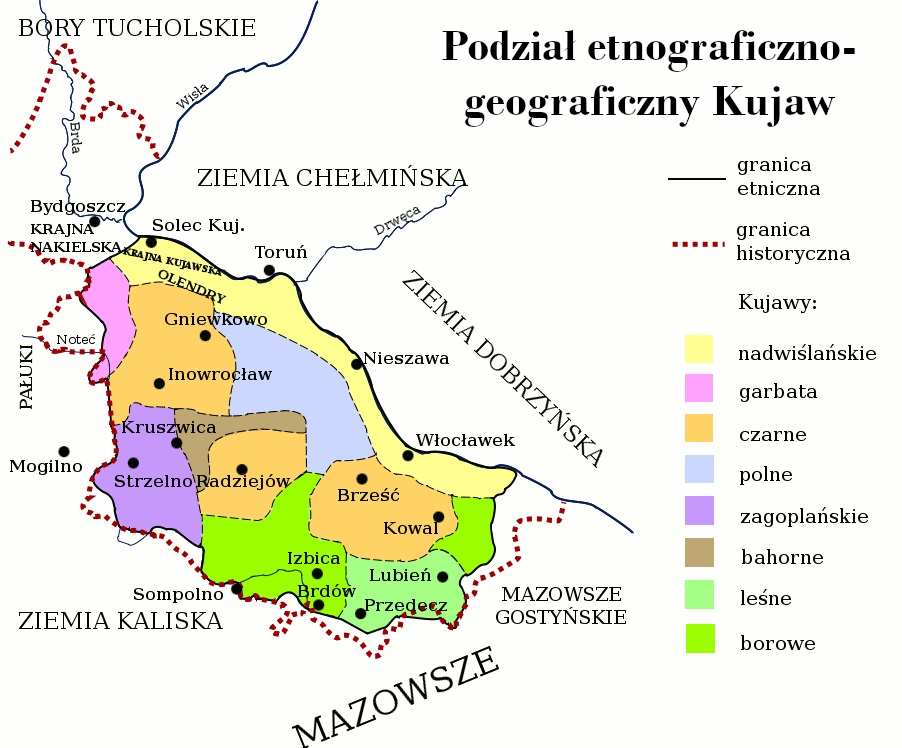
Podział etnograficzno-geograficzny Kujaw

  - Kujawy czarne – bezleśne tereny o urodzajnych czarnoziemach, strefa intensywnej produkcji rolnej; z uwagi na położenie wyróżnia się Kujawy czarne inowrocławskie, radziejowskie i brzeskie;
  - Kujawy białe (polne) – centralna część Kujaw położona między Gniewkowem, Aleksandrowem Kujawskim i Brześciem; w odróżnieniu od Kujaw czarnych posiada gleby piaszczysto-gliniaste (szare) i niewielkie zagajniki leśne;
  - Kujawy nadwiślańskie – pas terenu otaczający od południa Wisłę, obejmuje wsie dawniej olęderskie i miasta leżące nad rzeką, związane niegdyś z handlem zbożowym: Solec Kujawski, Podgórz, Nieszawę, Włocławek; Oskar Kolberg zalicza także do tego regionu powiat bydgoski z Bydgoszczą, Fordonem i Koronowem[12], zaś nizinę nadrzeczną od Solca do Bydgoszczy nazywa Żuławami Kujawskimi;
  - Kujawy zagoplańskie – tereny położone między jeziorem Gopło od wschodu, a na zachodzie ograniczone jeziorami Pakoskimi i nurtem Małej Noteci (zwanej również Kwieciszewicą lub Notecią Zachodnią) mieszczą m.in. Kruszwicę i Strzelno;
  - Kujawy garbate – pogranicze kujawsko-pałuckie od Pakości na południu do Nowej Wsi Wielkiej na północy;
  - Bachorza – rejon zabagnionej (od XIX w., zmeliorowanej) doliny Bachorze na wschód od Kruszwicy; łączy poprzez dział wodny jezioro Gopło ze Zgłowiączką;
  - Kujawy leśne – południowy skraj regionu na Pojezierzu Kujawskim w okolicy Lubienia, Chodcza i Przedcza;
  - Kujawy borowe – tereny zalesione borami sosnowymi na wschodnim i południowym obrzeżu regionu, zamieszkiwane przez Borowiaków Kujawskich (okolice Izbicy Kujawskiej i Brdowa, Lasy Gostynińsko-Włocławskie).

## Historia

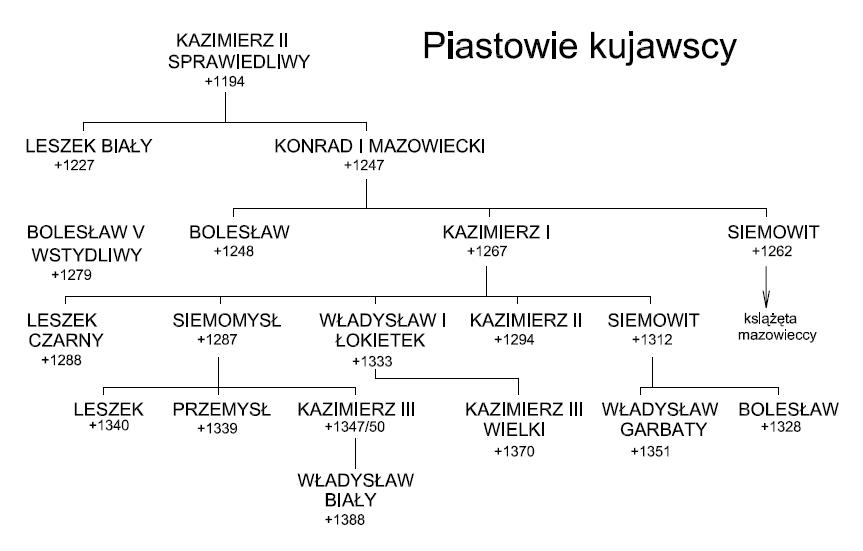
Drzewo genealogiczne Piastów kujawskich

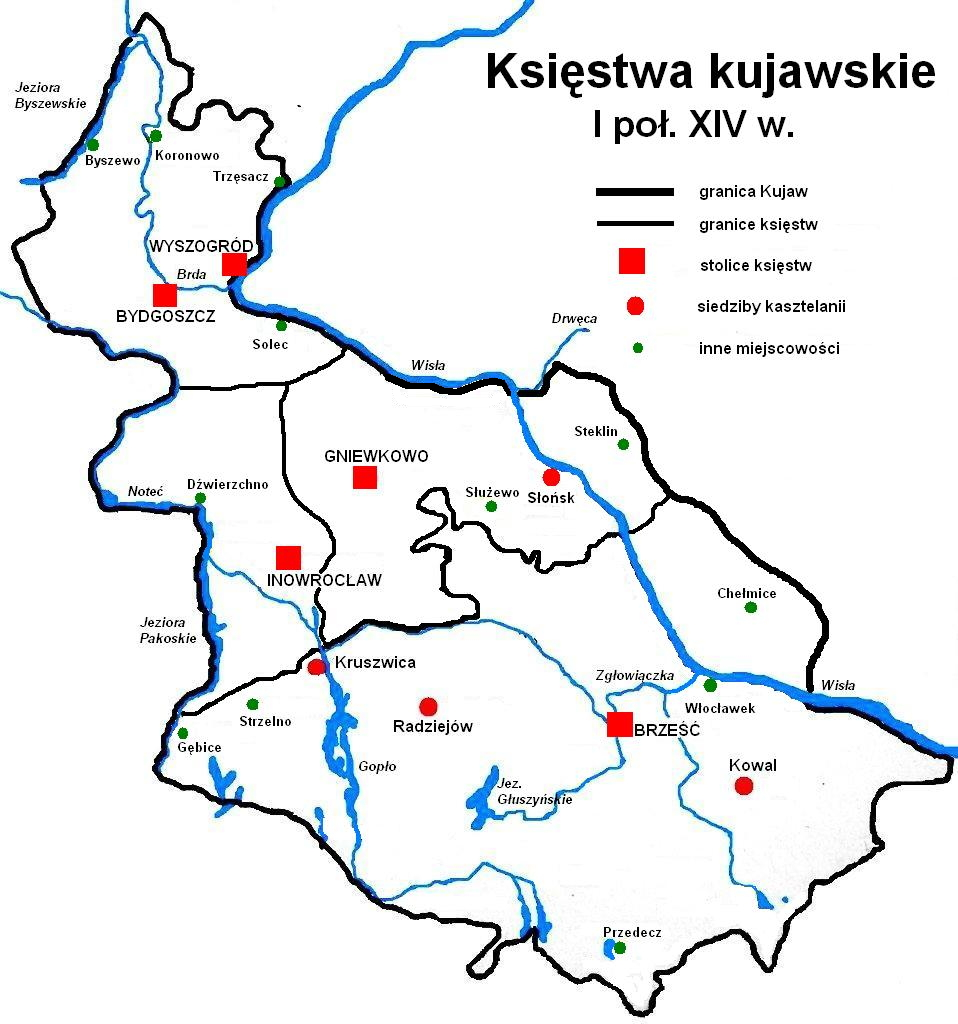
Podział Kujaw na księstwa dzielnicowe na początku XIV wieku

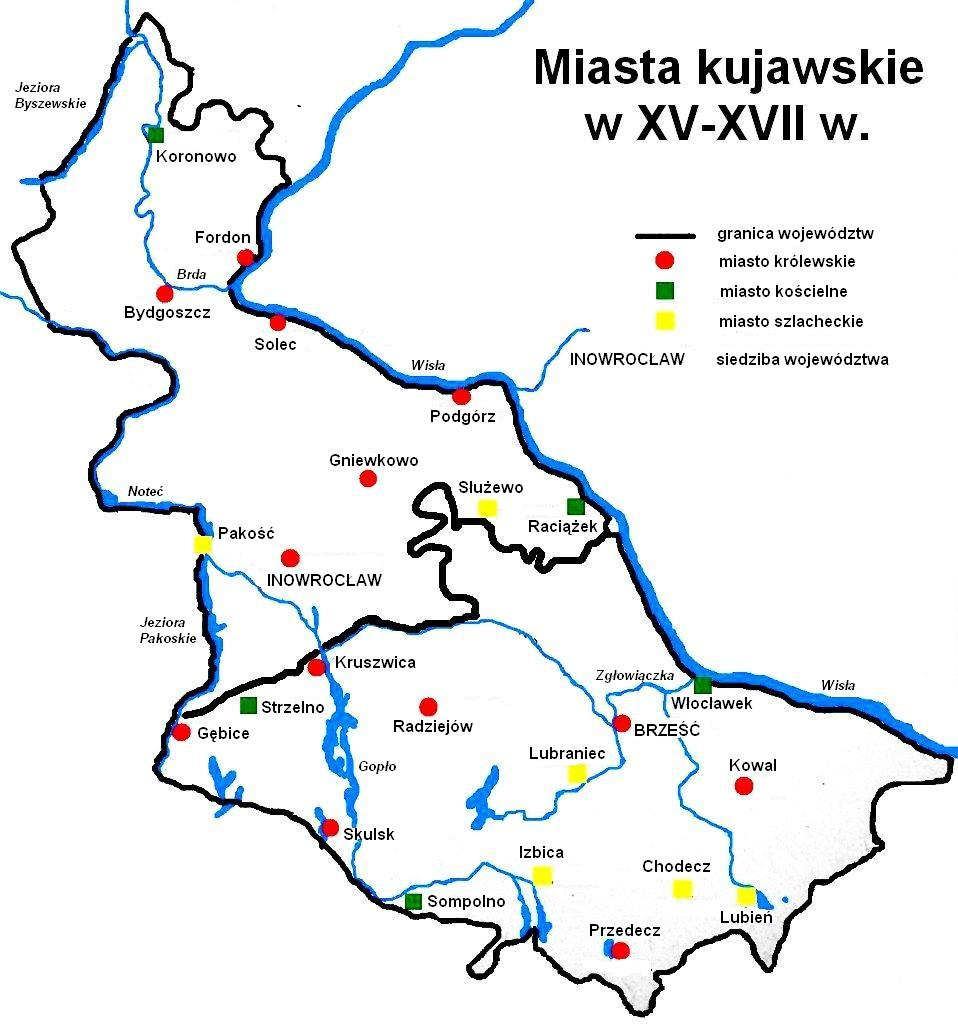
Miasta Kujaw w okresie staropolskim (XV – XVIII w.)

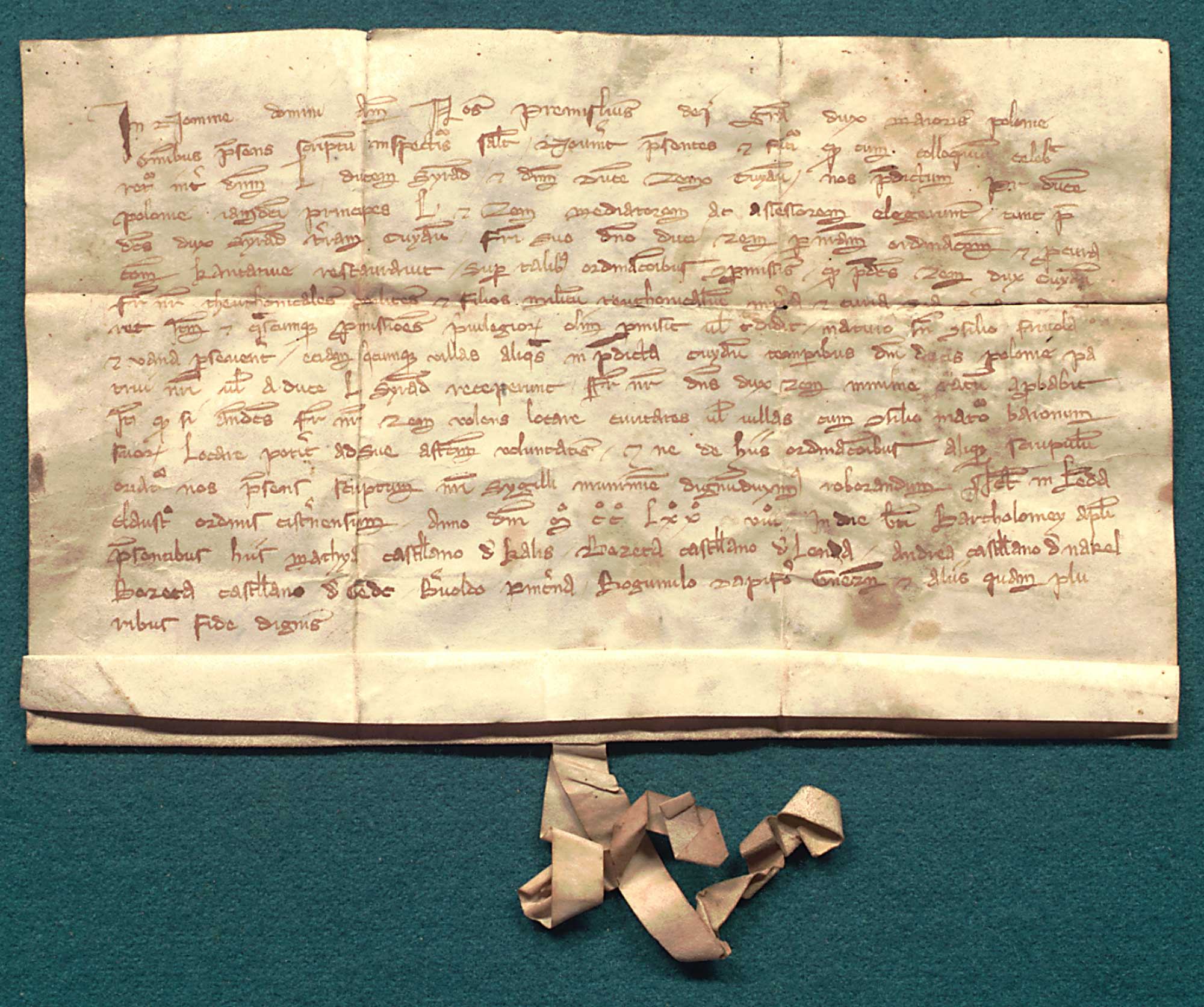
Przemysł II, pośrednicząc między Leszkiem a Ziemomysłem, przyznaje Ziemomysłowi zwrot Kujaw, 24 sierpnia 1278

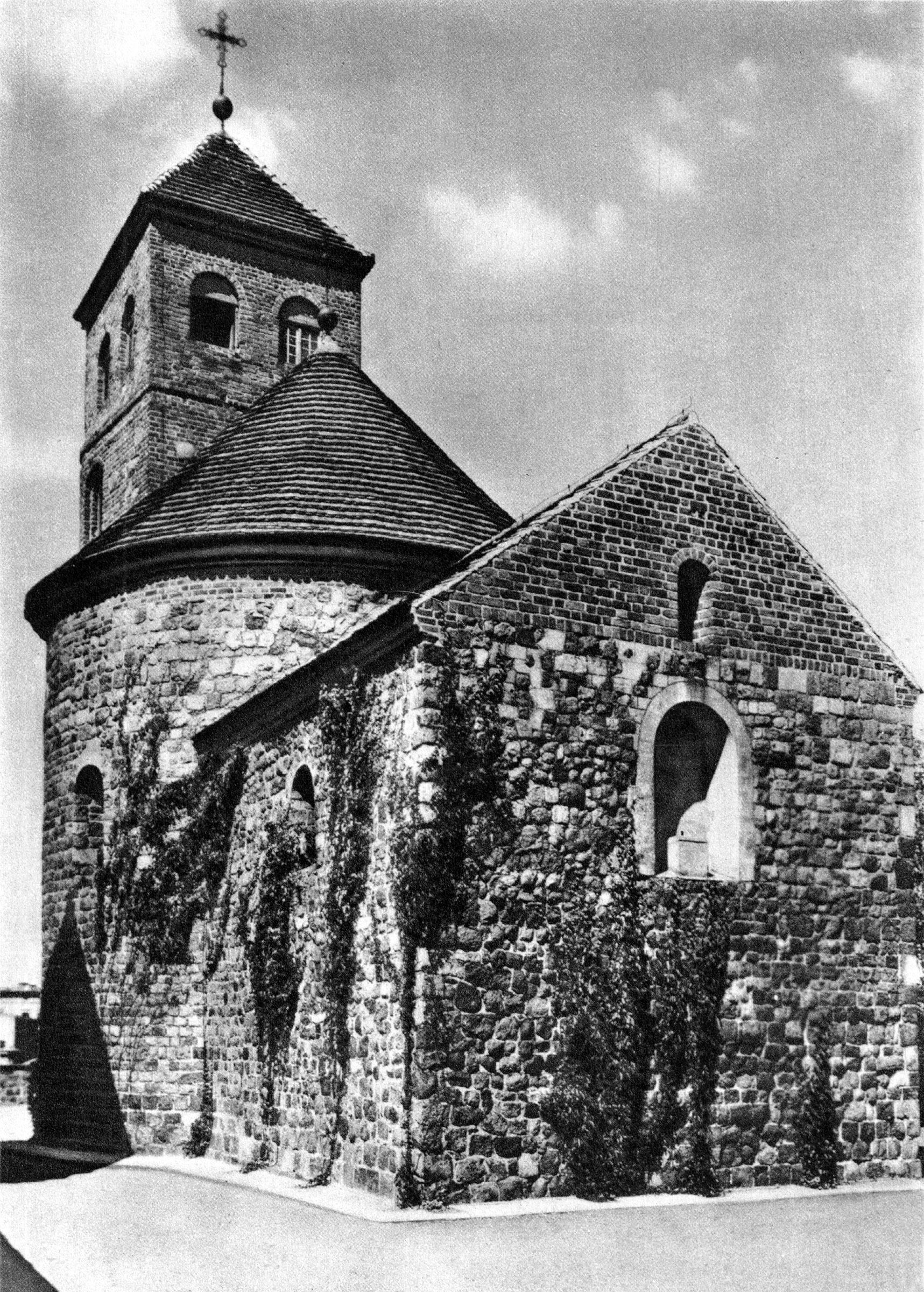
Rotunda św. Prokopa w Strzelnie (przed 1939)

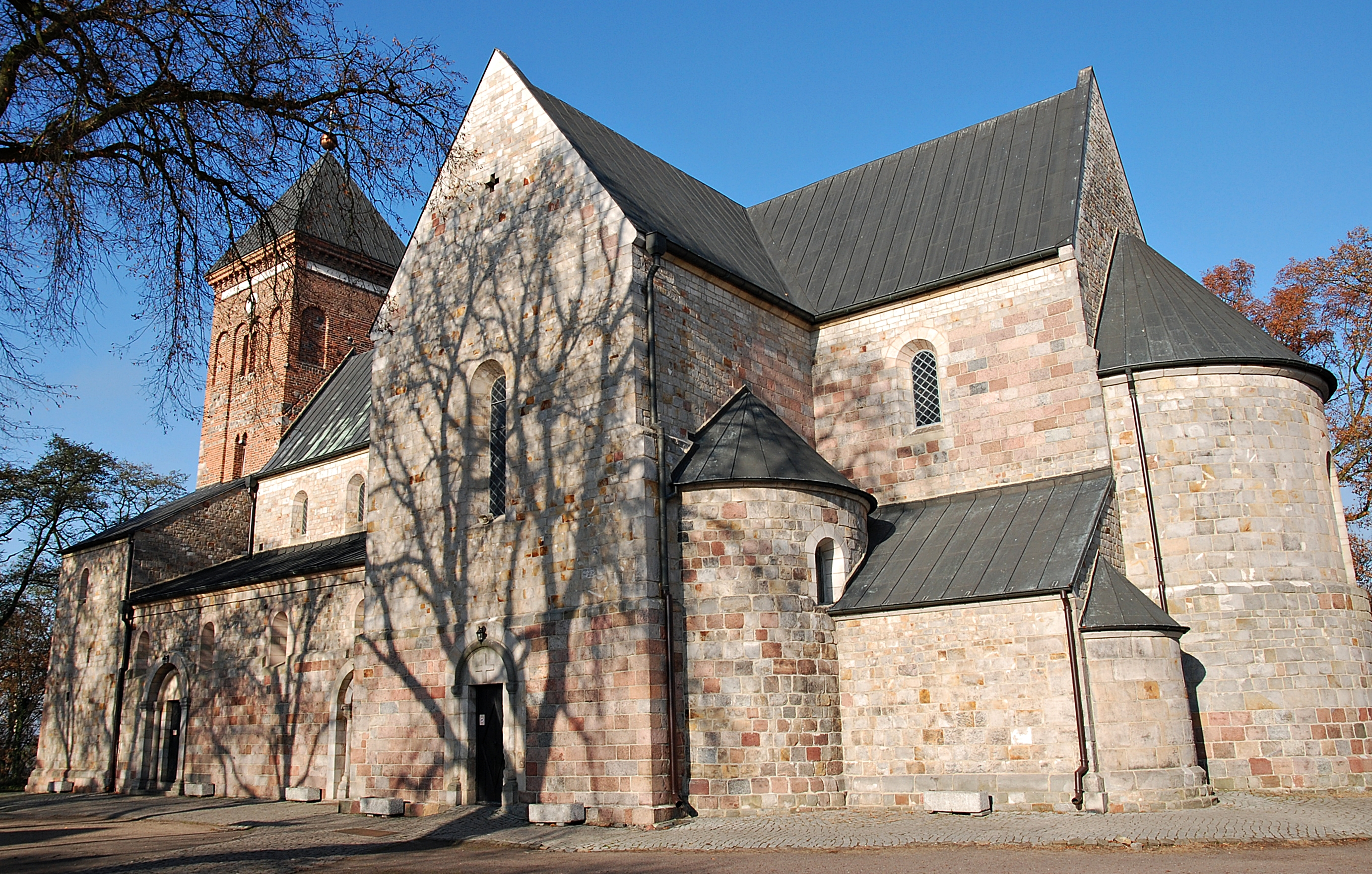
Bazylika kolegiacka św. Piotra i Pawła w Kruszwicy, 1120–1140 (2009)

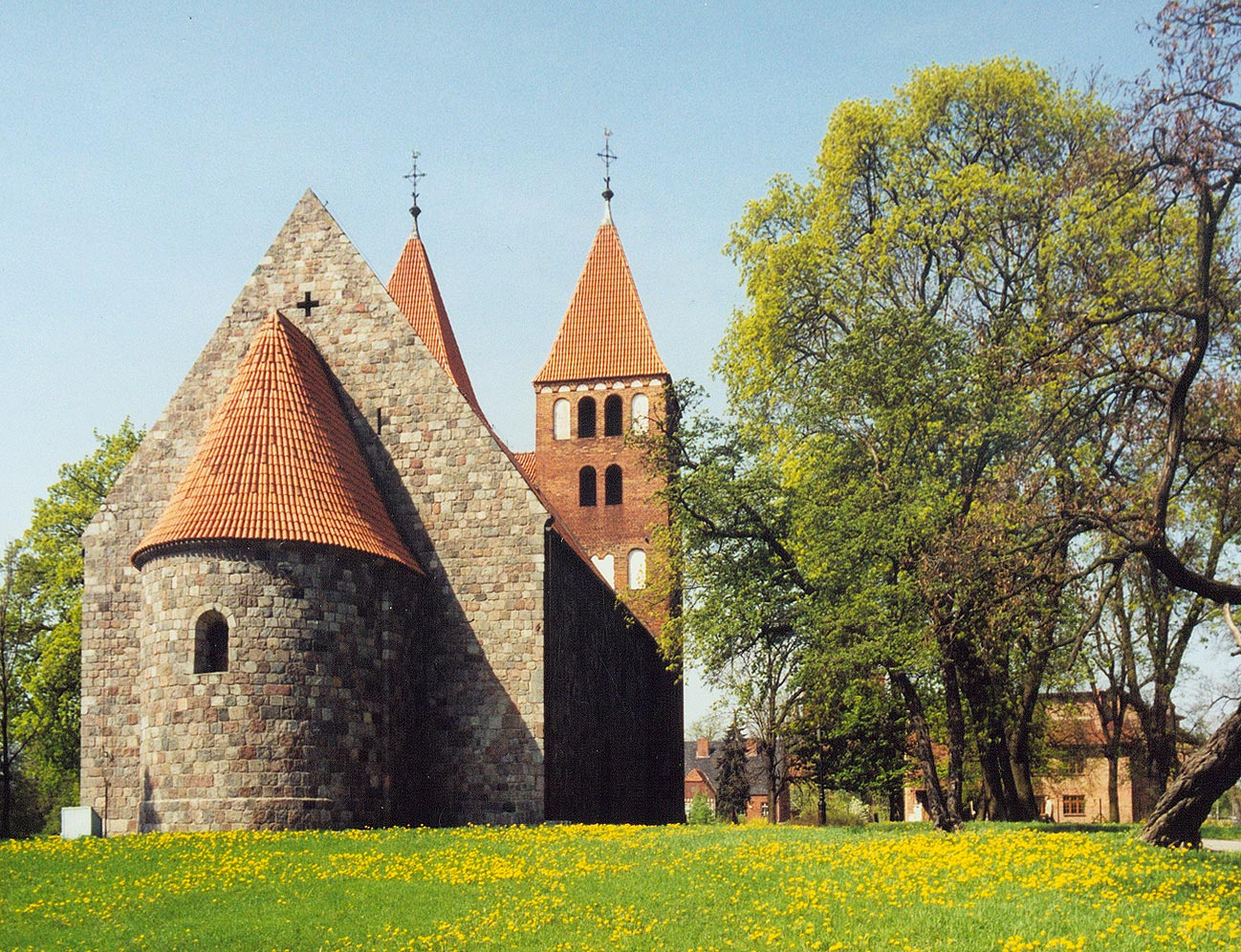
Kościół Imienia Najświętszej Maryi Panny w Inowrocławiu (ok. 1200)

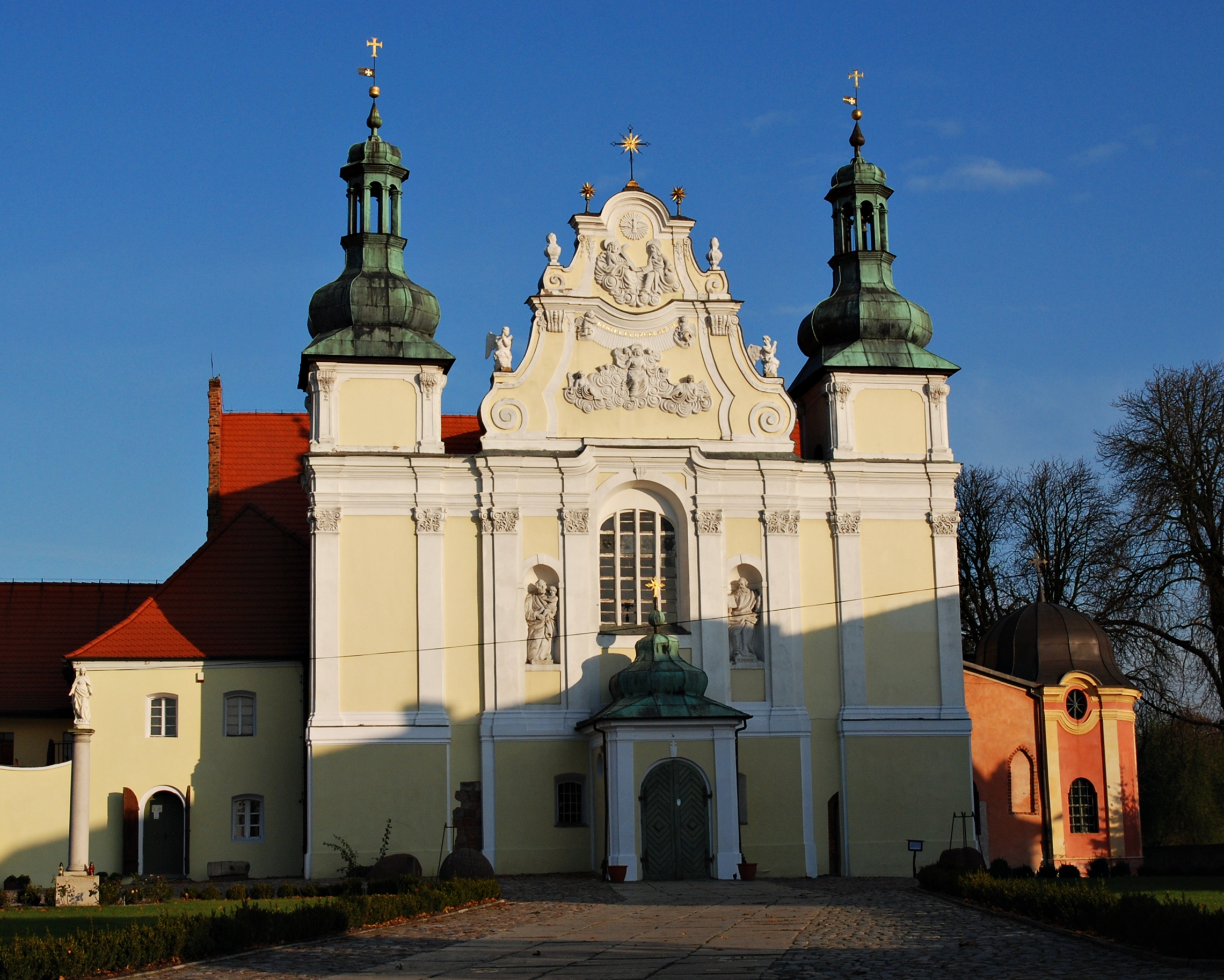
Kościół Świętej Trójcy i Najświętszej Marii Panny w Strzelnie (1216, zbarokizowany)

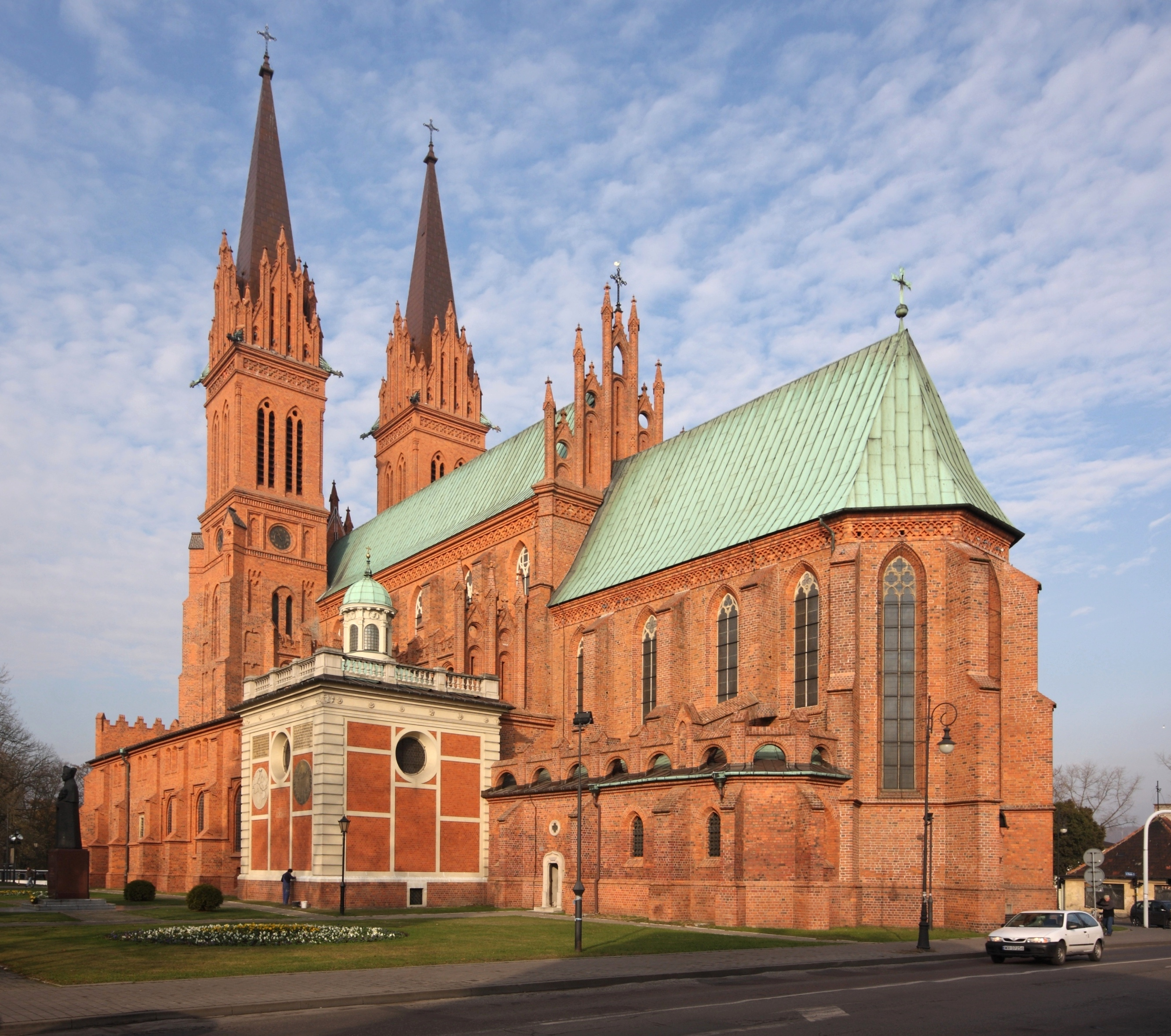
Katedra we Włocławku (1340, regotyzowana w XIX w.)

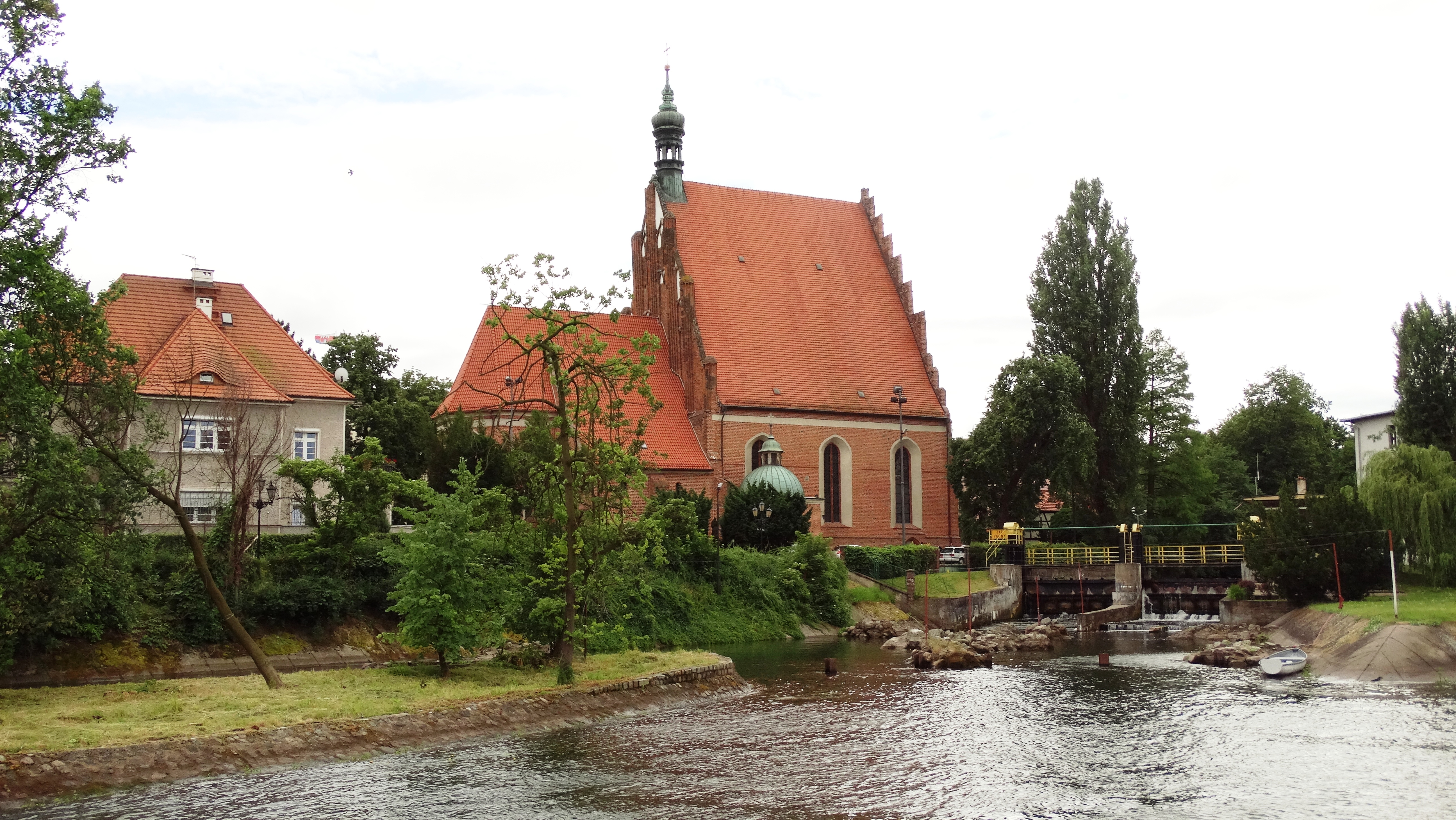
Katedra św. Marcina i Mikołaja w Bydgoszczy (1466)

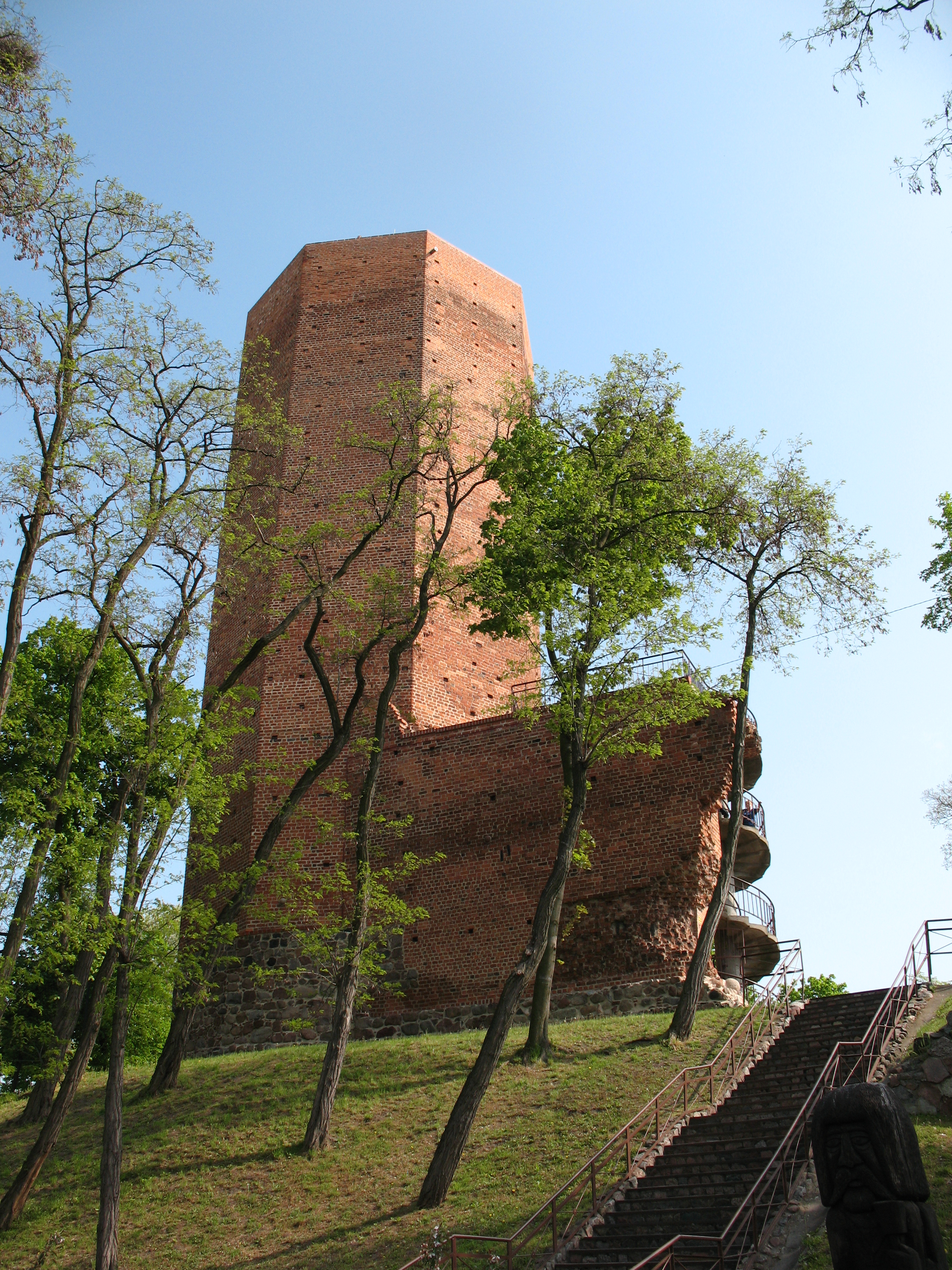
Mysia Wieża w Kruszwicy

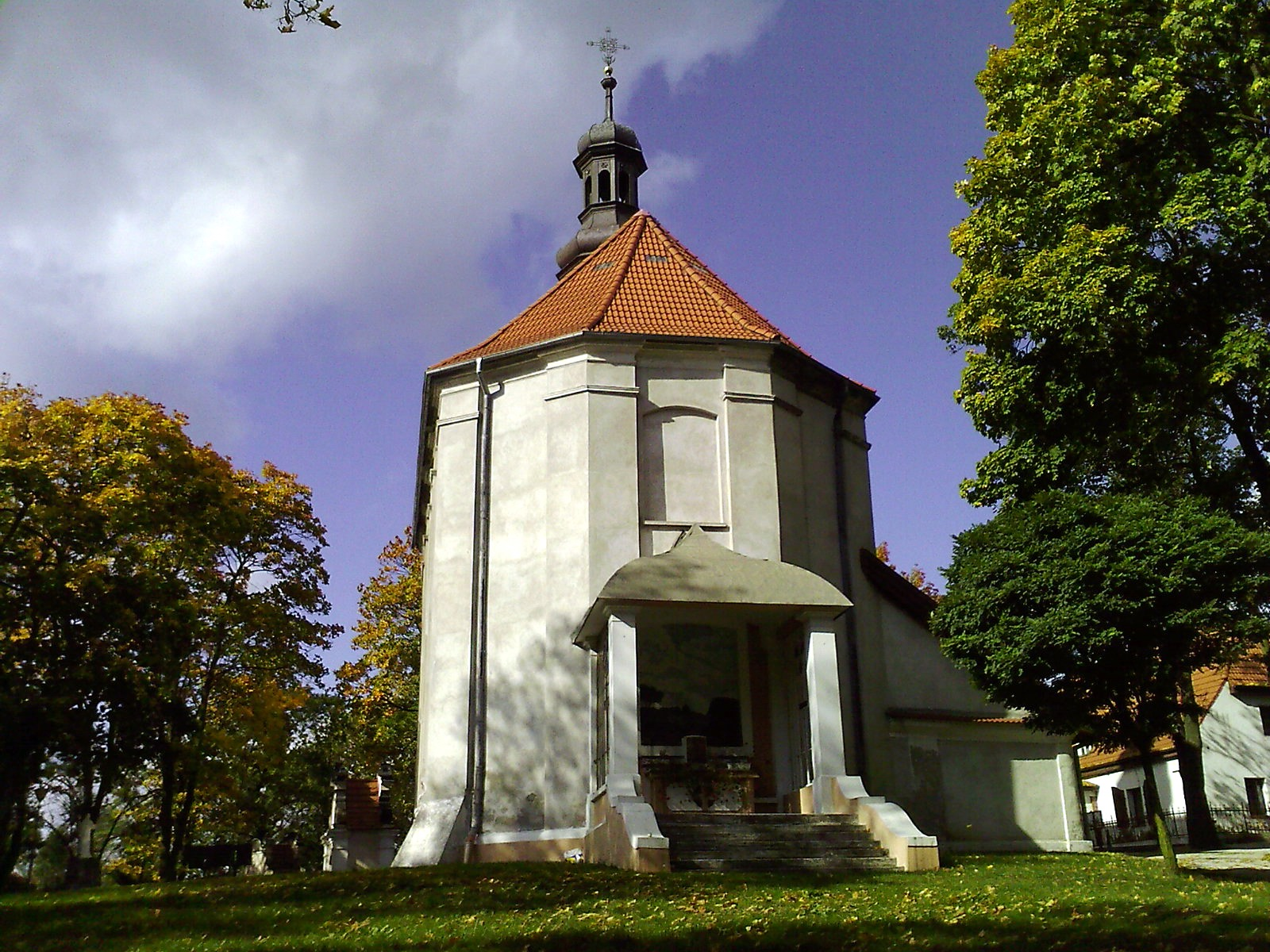
Kalwaria Pakoska

### Starożytność i wczesne średniowiecze
Kujawy należą do obszarów, na których stwierdzono najstarsze w Polsce ślady osadnictwa, sięgających neolitu i okresu kultury łużyckiej.
Z Kujawami wiąże się plemię Goplan, których niektórzy badacze utożsamiają z Mazowszanami-Kłobianami lub po prostu z Kujawianami. Stworzyli oni strukturę plemienną z  głównymi ośrodkami w Gnieźnie i Kruszwicy. Przed rokiem 950 roku Kujawy zostały włączone w skład państwa Polan, będąc dla nich pomostem dla ekspansji w kierunku Pomorza Wschodniego. W wyniku zajęcia terytorium Goplan ziemie kujawskie znalazły się pod silnym wpływem kultury polańskiej i zatraciły mazowszański charakter.
Żyzne gleby i obfite źródła solne Kujaw sprzyjały wczesnemu rozwoju osadnictwa i powstawaniu licznych grodów – ośrodków wojskowo-administracyjnych i gospodarczych, miejsc wymiany handlowej. Na ziemiach tych powstały także pierwsze kościoły i klasztory (Mogilno, Kruszwica, Strzelno), będące wówczas ogniskami życia kulturalnego, a zachowane do dziś są jednymi z najstarszych zabytków architektury romańskiej w Polsce.

### Średniowiecze
Nazwa Kujawy pojawia się po raz pierwszy w 1136 r. w Bulli gnieźnieńskiej. Dotyczy ona tylko obszaru nadwiślańskiego późniejszych Kujaw. Dopiero od XIII wieku nazwa ta zaczyna być używana w celu określenia ziemi kruszwicko-włocławskiej.
O roli Kujaw dla państwowości polskiej okresu średniowiecznego decydowało ich znaczenie gospodarcze i strategiczne. Żyzność kujawskiego czarnoziemu bagiennego, w znacznej już mierze eksploatowanego rolniczo, gęste osadnictwo, eksploatowanie licznych źródeł słonych (Słońsk, Kruszwica), hutnictwo żelaza, wykorzystujące złoża rudy darniowej (Otłoczyn, Sędzin, Adolfin), decydowały o zamożności tamtejszej ludności. Kujawy były też miejscem, gdzie krzyżowały się ważne szlaki handlowe. Do najważniejszych należał szlak bursztynowy (pochodzący jeszcze z czasów rzymskich), biegnący od południa przez Kalisz i okolice nadgoplańskie ku północy na teren Pomorza i Prus, oraz wczesnośredniowieczny trakt ruski, biegnący z Kijowa przez Płock, Włocławek, Kruszwicę i dalej do północnej Wielkopolski i Pomorza Zachodniego. Jednocześnie samo położenie Kujaw miało strategiczne znaczenie dla północnej ekspansji piastowskiej (Pomorze, Prusy, Mazowsze). Obszar Kujaw został włączony w skład państwa piastowskiego przed 950 rokiem i stanowił dla Piastów bazę w celu opanowania Pomorza Wschodniego, co potwierdzają badania archeologiczne przeprowadzone na grodziskach w Strzelcach Dolnych, Tucholi i Opaleniu.
Kujawy były początkowo połączone z Mazowszem i podlegały mazowieckim książętom dzielnicowym. Wraz z ziemią chełmińską i późniejszą ziemią dobrzyńską stanowiły trzon ich posiadłości aż do końca XII w. Najpierw rządził tym terytorium Bolesław Kędzierzawy, a w latach 1173–1186 jego syn Leszek Bolesławowic. Najprawdopodobniej w 1191 r. Kujawy zagarnął Bolesław, syn Mieszka III Starego, i władał nimi jako pierwszy książę kujawski aż do swej śmierci w 1195 r. W latach 1195–1202 rządy sprawował ojciec zmarłego, Mieszko III Stary. Następnie Kujawy powróciły do dawnego związku z Mazowszem i znalazły się pod władzą Konrada Mazowieckiego, który jednak respektował pewną odrębność dzielnicy kujawskiej, gdyż tytułował się księciem mazowieckim i kujawskim.
W 1233 roku Konrad Mazowiecki wydzielił dla swego 20-letniego najmłodszego syna Kazimierza odrębne księstwo kujawskie ze stolicą w Inowrocławiu, a siedzibą biskupią we Włocławku. 36 lat jego rządów skutkowało rozwojem gospodarczym i terytorialnym Kujaw m.in. o ziemię bydgosko-wyszogrodzką (Kujawy Północne). W wyniku układów z braćmi, Kazimierz I kujawski zdobył również ziemię sieradzką, łęczycką i dobrzyńską. W 1238 r. prawa miejskie uzyskał Inowrocław, będący w tym czasie siedzibą księcia, zbudowano tam również zamek. Na północnych rubieżach Kujaw książę osadził cystersów (1253 – Byszewo, w 1288 r. przeniesieni do Koronowa) oraz prowadził udaną działalność, służącą integracji nowo pozyskanych terenów z resztą swego księstwa. Wyrażało się to nadaniami ziemskimi, czynionymi na tych obszarach na rzecz rycerstwa z własnego otoczenia, jak również awansem rycerstwa miejscowego. W okresie wojny celnej z Krzyżakami (1250), Kazimierz I kujawski skierował handel kujawski do własnych portów wiślanych w Bydgoszczy i Solcu, z pominięciem Torunia, co zintensyfikowało rozwój spławnego handlu zbożowego.
Po śmierci Kazimierza I w 1267 roku jego księstwo uległo podziałowi pomiędzy pięciu synów, z których najstarszy Leszek Czarny otrzymał ziemię sieradzką (później rządził w Krakowie), drugi w kolejności – Ziemomysł otrzymał księstwo inowrocławskie (Inowrocław, Kruszwica, Radziejów, Słońsk, Bydgoszcz, Wyszogród), a młodszy Władysław Łokietek otrzymał wschodnie obszary Kujaw jako księstwo brzeskokujawskie. Inni synowie: Kazimierz i Siemowit uzyskali odpowiednio ziemię łęczycką i dobrzyńską. W okresie rządów Ziemomysła inowrocławskiego (1267–1287) toczyły się walki z księciem wielkopolskim Bolesławem Pobożnym. W wyniku tych walk dzielnica kujawska została uszczuplona na rzecz Wielkopolski (kasztelania bydgoska, kruszwicka i radziejowska 1268–1285) oraz Pomorza Gdańskiego (kasztelania wyszogrodzka 1271–1296).
Po śmierci księcia Kujaw inowrocławskich Ziemomysła w 1287 roku, jego księstwo uległo podziałowi pomiędzy trzech synów. Na początku XIV wieku doszło do wykrystalizowania księstw, rządzonych samodzielnie przez każdego z nich. Leszek tytułował się odtąd księciem Kujaw i Inowrocławia, Przemysł – księciem Kujaw, Wyszogrodu i Bydgoszczy, Kazimierz – księciem Kujaw i Gniewkowa. W 1327 lub 1328 r. wobec wybuchu wojny polsko-krzyżackiej, Władysław Łokietek zjednoczył pod swoją władzą księstwa kujawskie: brzeskie, inowrocławskie i bydgosko-wyszogrodzkie. Odrębność do 1364 r. zachowało jedynie księstwo gniewkowskie.
Wojna polsko-krzyżacka 1327–1332 spowodowała duże zniszczenia na Kujawach. Jeszcze w 1329 r. Krzyżacy zdobyli ziemię dobrzyńską oraz spalili Włocławek. W 1330 r. obrócili w ruinę Wyszogród oraz Bydgoszcz, w 1331 r. zdobyli Inowrocław, a w 1332 r. Brześć. 27 września 1331 roku pod Radziejowem i Płowcami doszło do walnej bitwy wojsk Łokietka z armią krzyżacką, w wyniku której wojska zakonne poniosły duże straty. Mimo tego cała dzielnica znalazła się pod okupacją krzyżacką aż do 1337 r., kiedy Kazimierz Wielki uzyskał w Wyszehradzie gwarancję warunkowego zwrotu całych Kujaw (kasztelania inowrocławska, bydgoska, wyszogrodzka, kruszwicka, księstwo gniewkowskie i brzeskokujawskie) oraz ziemi dobrzyńskiej. Decyzja ta została potwierdzona pokojem w Kaliszu w 1343 r. W 1346 r. Kazimierz Wielki nadał prawa miejskie Bydgoszczy, a władzę na Kujawach w imieniu monarchy sprawowali: wojewoda, starosta i sędzia, zlokalizowani w Brześciu. W połowie XIV w. nastąpiło rozdzielenie kujawskich urzędów starościńskich między Brześć, Bydgoszcz (od 1358 r.) i Inowrocław (1364 r. po zastawieniu przez Władysława Białego księstwa gniewkowskiego). Czasy Kazimierza Wielkiego przyniosły również budowę czterech zamków obronnych na Kujawach: w Bydgoszczy, Kruszwicy (zachowana wieża), Przedczu (częściowo zachowany) i Złotorii.
W okresie rządów Ludwika Węgierskiego (1370–1382), ziemia dobrzyńska oraz północno-zachodnia część Kujaw (terytorium bydgoskie) została oddana w lenno Kaźkowi Słupskiemu, a w latach 1378–1392 terytorium bydgoskie, inowrocławskie, gniewkowskie oraz ziemię dobrzyńską oddano w lenno Władysławi Opolczykowi. Dodatkowo po śmierci Ludwika Węgierskiego (1383) Kujawy brzeskie opanował Siemowit IV Mazowiecki. Dopiero zabiegi Władysława Jagiełły spowodowały odzyskanie w komplecie ziem kujawskich i wcielenie ich do Królestwa Polskiego.
Pod koniec XIV wieku dawne tereny księstw kujawskich pozostały podzielone administracyjnie na dwa województwa: inowrocławskie (z powiatami inowrocławskim i bydgoskim) i brzeskokujawskie (z powiatami brzeskim, kruszwickim, radziejowskim, przedeckim i kowalskim). Dodatkowo w skład województwa inowrocławskiego wchodziła zachowująca odrębność samorządową ziemia dobrzyńska z trzema powiatami: dobrzyńskim, rypińskim i lipnowskim. Granica między województwami ciągnęła się od Nieszawy na wschodzie po Gębice na zachodzie przez okolicę Służewa, Kruszwicy i Strzelna. Granicą oddzielającą na północy Kujawy od Prus Królewskich była linia Trzęsacz – Wielonek (na północ od Koronowa) oraz rzeka Wisła. Od Wielkopolski oddzielał Kujawy m.in. ciąg jezior byszewskich do Ślesina (granica z powiatem nakielskim), Noteć (granica z powiatem kcyńskim) i Jeziora Pakoskie (granica z powiatem gnieźnieńskim).

### Od XV do XVIII wieku
W XV wieku istniały na terenie Kujaw cztery hierarchie urzędów ziemskich: dwie pełne (brzeska i inowrocławska) oraz dwie niepełne (bydgoska i gniewkowska). Kolejność używana w dokumentach wskazuje, że urzędy brzeskie były wyższe od odpowiadających im inowrocławskich, co było następstwem stanu z czasów Władysława Łokietka i Kazimierza Wielkiego. Wyższość ta utrzymała się następnie w porządku senatorów Rzeczypospolitej. Obie części Kujaw dzieliły się do XIV w. na kasztelanie, a następnie na powiaty. W ciągu XIV w. zanikła część kasztelanii (wyszogrodzka, zamątwiańska, gniewkowska), a w XV w. powiatów (gniewkowski).
Podział na dwie części Kujaw, istniejący do upadku Rzeczypospolitej Obojga Narodów, nie zatarł więzi etnicznej i dzielnicowej, wzmacnianej przez wspólne miejsca obrad sejmiku ziemskiego obu województw (Radziejów – od XVI w., Lipno dla ziemi dobrzyńskiej), wspólne godło, formację wojskową, gwarę, strój i powiązania społeczno-gospodarcze.
W czasie wielkiej wojny polsko-krzyżackiej (1409–1411) Kujawy spełniały ważną rolę strategiczną jako przedpole działań wojennych. W 1409 r. pod odbitym z rąk Krzyżaków zamkiem w Bydgoszczy zawarto rozejm, zaś w 1410 r. część sił krzyżackich pod wodzą Henryka von Plauen oczekiwała pod Świeciem na działania zaczepne z północnych Kujaw, nie biorąc z tego powodu udziału w bitwie pod Grunwaldem. W bitwie tej pod wodzą Władysława Jagiełły walczyły chorągwie: kujawska i dobrzyńska, zaś w październiku 1410 r. pod Koronowem rycerstwo polskie również z udziałem Kujawian stoczyło zwycięską bitwę z Krzyżakami.
Po raz ostatni Kujawy przeżyły najazd krzyżacki w 1431 r., kiedy to spalony został Inowrocław i Włocławek. Dygnitarze kujawscy stanęli na czele stronnictwa przygotowującego zjednoczenie Pomorza z Polską poprzez działania w otoczeniu Kazimierza Jagiellończyka oraz kontakty z opozycją w Prusach Zakonnych. Wywołana ich działalnością wojna trzynastoletnia, w której uczestniczyła licznie szlachta kujawska zarówno w pospolitym ruszeniu, jak i rotach zaciężnych, przyniosła Polsce odzyskanie dostępu do morza. Umożliwiło to ziemi kujawskiej wykorzystanie w kolejnym stuleciu nowej koniunktury gospodarczej, związanej ze wzrostem eksportu polskich towarów drogą wiślaną przez Gdańsk.
Późnośredniowieczne Kujawy, choć nie były dużą krainą – uważane były przez współczesnych za jedną z bogatszych i ważniejszych ekonomicznie ziem polskich. Ocenia się, że gęstość zaludnienia na centralnych Kujawach w XIV wieku znacznie przekraczała przeciętny wskaźnik dla całego Królestwa. W procesie polsko-krzyżackim w 1339 r. wyżej oceniono straty królewskie poniesione z tytułu zaboru Kujaw, niż Pomorza Gdańskiego, ziemi chełmińskiej i michałowskiej. Podstawą bogactwa tej ziemi w XIII – XV w. było obok wyjątkowo urodzajnych gleb, położenie na szlakach handlowych: z Bałtyku nad Morze Czarne oraz drogi z północy na Węgry. W XV wieku głównym przedmiotem eksportu stało się zboże spławiane masowo drogą wodną Wisły. Związany z tym był rozwój gospodarki folwarczno-pańszczyźnianej oraz miast handlowych na szlaku wiślanym: Włocławka, Nieszawy, Torunia, Solca i Bydgoszczy, która dodatkowo stanowiła port wiślany dla szlachty wielkopolskiej. Przedmiotem wymiany były także towary przechodzące tranzytem z południowej i wschodniej Europy, takie jak wosk, skóry, wełna i bydło. Wraz z rozwojem gospodarczym nastąpił rozwój miast oraz osadnictwa wiejskiego, które uzyskiwało prawo czynszowe i prawne formy samorządu (prawo niemieckie). Kulminacyjny punkt rozwoju gospodarki folwarczno-pańszczyźnianej na Kujawach nastąpił w XVI wieku. W przeciwieństwie do innych regionów, na terenie Kujaw istniał typ dużego 1–2 łanowego (do 35 ha) gospodarstwa chłopskiego. Podstawową grupę ludności wiejskiej (ok. 85%) stanowili kmiecie, a drugą grupę – zagrodnicy, pracujący jako najemnicy w gospodarstwie pana, sołtysa lub kmiecia. Przy dworach szlacheckich pracowała czeladź wywodząca się z różnych grup społecznych. Odrębną natomiast grupę stanowili rzemieślnicy wiejscy: kowale, kołodzieje, bednarze, garncarze, młynarze zależni od pana wsi, z którym mieli kontrakt na okresową lub dożywotnią dzierżawę.
W XVI – XVII w. większość ziemi na Kujawach należała do szlachty (folwarcznej i zagrodowej). Nie było wielkich posiadłości ziemskich. Przeważały majątki, w skład których wchodziły 3–4 wsie. Ok. 15% stanowiła własność królewska, zaś 25% – kościelna. Największymi kościelnymi właścicielami ziemskimi były: biskupstwo włocławskie, kapituły: włocławska i kruszwicka oraz klasztory: norbertanek w Strzelnie i cystersów w Koronowie.
W końcu XVI wieku w pasie nadwiślańskim Kujaw pojawiło się osadnictwo olęderskie. Największe nasilenie tego procesu nastąpiło w XVIII w. Osadnicy – początkowo Holendrzy, później Niemcy, zajmowali tereny zalewowe, bagniste, wymagające szczególnego gospodarowania. Należały do nich m.in. nadwiślańskie wsie: Strzelce Dolne, Fordonek, Łęgnowo, Otorowo, Przyłubie, Wielka i Mała Nieszawka, Rudak, Stawki, Brzoza, Otłoczyn, Wołuszewo, Słońsk. Na obszarach tych wykształcił się nowy typ budownictwa zagrodowego, różniący się od polskich wsi, położonych na równinnych, centralnych Kujawach.
Od lat 20. XVII wieku zaczął się stopniowy upadek gospodarczy Kujaw spotęgowany kolejnymi wojnami polsko-szwedzkimi. Potop szwedzki i wojna północna spowodowały załamanie handlu zbożowego oraz wyludnienie miast. Ożywienie gospodarcze regionu nastąpiło dopiero pod koniec XVIII wieku w związku z przechodzeniem na system gospodarki czynszowej.

### Pod zaborami (1772–1807)
W wyniku I rozbioru w 1772 Królestwo Prus zagarnęło znaczną część województwa inowrocławskiego i zachodnią część województwa brzesko-kujawskiego. Obszary te weszły w skład Obwodu Nadnoteckiego (1772–1806) ze stolicą w Bydgoszczy, który objął pozyskane przez Prusy tereny kujawsko-wielkopolskie. Po II rozbiorze reszta Kujaw przeszła pod panowanie Prus. Rejon ten wszedł w skład nowej prowincji pruskiej Prusy Południowe. W rezultacie III rozbioru Polski ponownie dokonano rozczłonkowania ziem kujawskich, dzieląc je między Prusy Zachodnie (Obwód Nadnotecki – m.in. okolice Bydgoszczy i Inowrocławia), Prusy Południowe (rejon Brześcia, Kowala i Radziejowa) i Prusy Nowowschodnie (okolice Włocławka).
Jakkolwiek utrata państwowości stanowiła katastrofę polityczną, to w sferze gospodarczej takiej zapaści nie odnotowano. Na Kujawach rozpoczęto przeobrażanie struktury agrarnej poprzez oczynszowanie i uwłaszczenie chłopów oraz wprowadzenie nowych roślin uprawnych m.in. ziemniaka, który w krótkim czasie stał się podstawą wyżywienia ludności wsi. Nastąpiła intensyfikacja produkcji rolnej, w szczególności zbóż, wywołana dużym popytem na rynkach zagranicznych i korzystnym cłem. Jednocześnie w konfiskowanych majątkach kościelnych i majątkach czynnych uczestników insurekcji kościuszkowskiej, a także w przejętych przez rząd pruski królewszczyznach i dobrach starościńskich, rozpoczęto akcje zasiedleńcze ludnością niemiecką (okolice Bydgoszczy, Czarnocin, Modzerowo, Dobiegniewo, Zbrachlin).

### Księstwo Warszawskie (1807–1815)
W okresie Księstwa Warszawskiego cały region kujawski został włączony do departamentu bydgoskiego i podzielony na powiaty: brzeski, bydgoski, inowrocławski, kowalski i radziejowski. Jedynie ziemia dobrzyńska jako powiat lipnowski pozostała w departamencie płockim.

### Pod zaborami (1815–1920)
W 1815 na mocy postanowień kongresu wiedeńskiego Kujawy zostały podzielone pomiędzy Królestwo Polskie (pozostające w unii personalnej z Rosją) i Królestwo Prus. Dokonane zmiany miały istotny wpływ na zróżnicowanie cywilizacyjne obu części rozdzielonych Kujaw.
W granicach Królestwa Polskiego znalazła się południowo-wschodnia część regionu kujawskiego oraz ziemia dobrzyńska. Obszar ten został objęty zasięgiem województw (od 1837 r. gubernie): mazowieckiego (powiaty: brzeski, kowalski i radziejowski) oraz płockiego (ziemia dobrzyńska). Od 1816 r. wprowadzono obwody jako pośrednie jednostki podziału administracyjnego pomiędzy województwem a powiatem. Stolicami obwodów zostały: Włocławek (wschodnie Kujawy, czasowo przeniesiony do Brześcia Kujawskiego) oraz Lipno (ziemia dobrzyńska). Po upadku powstania styczniowego (1863) władze rosyjskie przeprowadziły reformę administracyjną. Należący do guberni płockiej obwód lipnowski został podzielony na powiaty lipnowski i rypiński, natomiast należący do guberni warszawskiej obwód włocławski został podzielony na powiat włocławski i radziejowski (po przeniesieniu władz z Radziejowa do Nieszawy otrzymał nazwę nieszawskiego).
W granicach Królestwa Prus znalazła się północno-zachodnia część Kujaw z Inowrocławiem i Bydgoszczą. Cały ten obszar wraz z Wielkopolską wchodził w skład Wielkiego Księstwa Poznańskiego – jednej z 10 prowincji państwa pruskiego, któremu formalnie zagwarantowano pewną autonomię (do 1848 r.) Prowincje pruskie dzieliły się na mniejsze struktury administracyjne: rejencje (niem. Regierungsbezirke), te zaś na powiaty (niem. Kreise). Wielkie Księstwo Poznańskie podzielono na dwie rejencje: poznańską i bydgoską. Ta ostatnia obejmowała od 1818 r. 9 powiatów wielkopolsko-kujawskich, m.in. bydgoski, inowrocławski i mogileński. Po 1887 r. liczba powiatów rejencji bydgoskiej wzrosła do 13, przy czym Bydgoszcz, w związku z przekroczeniem liczby 25 tys. mieszkańców, od 1875 r. stała się wydzielonym powiatem miejskim.
Granica rozdzielająca Kujawy na część pruską (Kujawy Pruskie) i rosyjską (Kujawy Kongresowe) ciągnęła się od Otłoczyna w pobliżu Torunia po Wilczyn na południe od Strzelna. Po stronie pruskiej pozostały m.in. Gniewkowo, Strzelno, Mogilno, a po rosyjskiej – Służewo, Radziejów, Piotrków Kujawski, Skulsk. Podział ten przetrwał do początku I wojny światowej. Ponad stuletni rozdział umocnił poczucie przynależności regionalnej mieszkańców tych prowincji, ale spowodował również umocnienie stereotypów i odrębności, które trudno było przełamać w przyjętych po odzyskaniu niepodległości podziałach administracyjnych II Rzeczypospolitej. Różnice w kulturze materialnej nie zniwelowały natomiast jedności kultury duchowej, stroju i gwary. Podziały wynikały z różnic polityki społeczno-gospodarczej, jaką prowadziły państwa zaborcze. W Prusach ustawa uwłaszczeniowa ukazała się w 1823 roku, zaś w zaborze rosyjskim – w 1864 r. Z uwłaszczeniem chłopów w Prusach wiązała się też komasacja i separacja gruntów, co z punktu widzenia gospodarczego było zjawiskiem umożliwiającym intensyfikację produkcji rolnej. Z drugiej strony rosyjska część Kujaw odczuła znacznie ciężary, zniszczenia i represje związane z powstaniami: listopadowym i styczniowym. Po powstaniu styczniowym pod wpływem haseł pracy organicznej odnotowano różne formy kształcenia ludności wsi, zwłaszcza przy dworach szlacheckich.
W latach I wojny światowej zaszła konieczność organizacji nowych podziałów terytorialnych o charakterze przejściowym w części południowo-wschodniej Kujaw, związanych z okupacją ziem Królestwa Polskiego przez Rzeszę Niemiecką i Austro-Węgry. Z większości jego ziem utworzono wówczas Generalne Gubernatorstwo Warszawskie. Na obszarze okupowanych Kujaw połączono powiaty włocławski i nieszawski w jeden powiat włocławski, a także lipnowski i rypiński w powiat lipnowski.
W 1909 powstało Muzeum Kujawskie we Włocławku założone przez Polskie Towarzystwo Krajoznawcze.

### II Rzeczpospolita

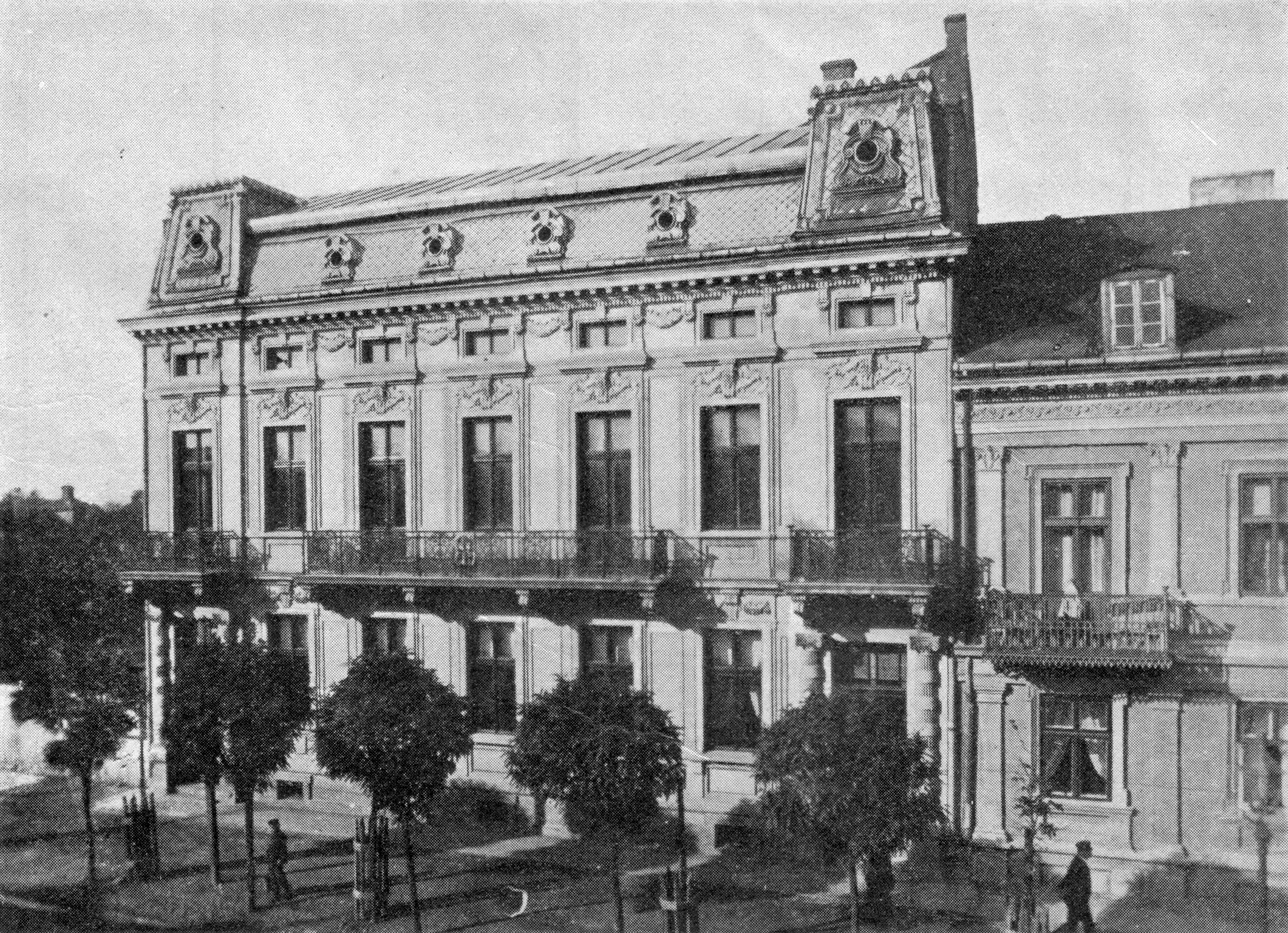
Magistrat we Włocławku w 1926 roku

Południowo-wschodnia część regionu kujawskiego jeszcze w 1919 r., weszła w skład niepodległego państwa polskiego. Powiaty włocławski, lipnowski, rypiński i nieszawski zostały przydzielone do województwa warszawskiego, które powstało na mocy Ustawy Tymczasowej o organizacji władz administracyjnych II instancji z 2 sierpnia 1919 r. W obrębie województwa warszawskiego pozostawały do 1 kwietnia 1938 r.

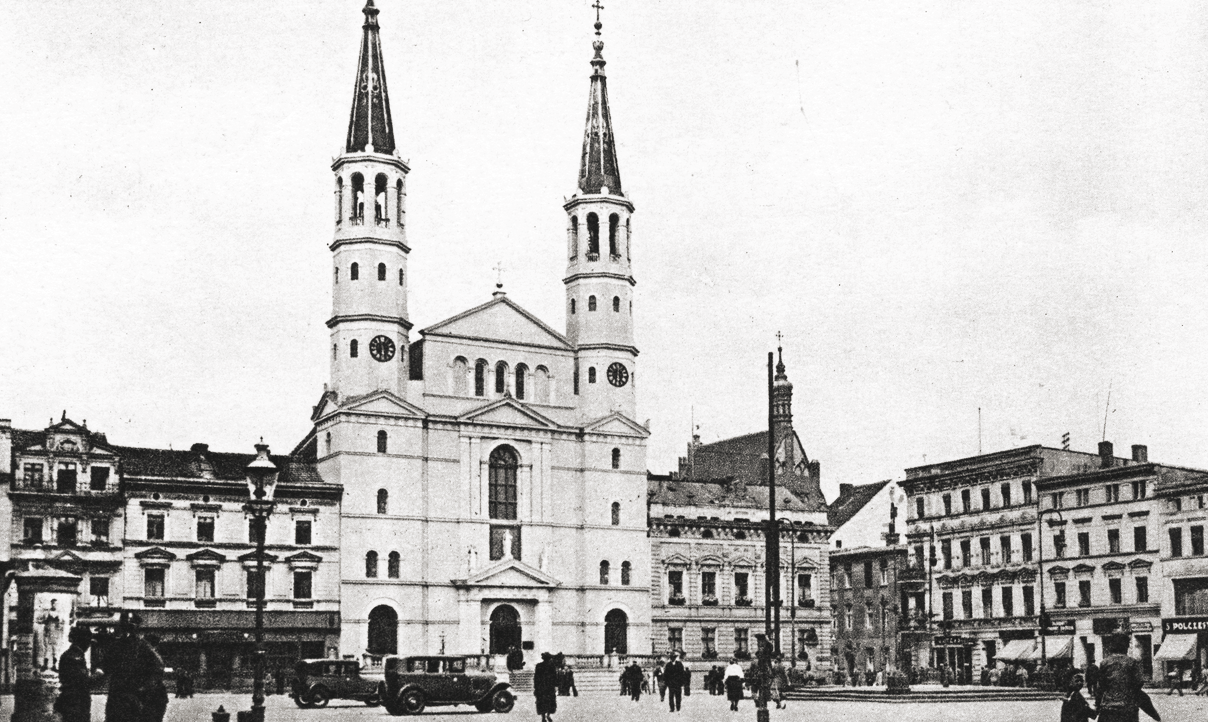
Stary Rynek w Bydgoszczy (1929-1935)

Po stronie pruskiej cześć Kujaw Zachodnich już w styczniu 1919 r. uwolniły się od niemieckiego panowania wskutek objęcia tych terenów przez powstanie wielkopolskie. Pozostała część Kujaw z Bydgoszczą, a także powiaty pomorskie musiały czekać na uprawomocnienie się decyzji traktatu wersalskiego do stycznia 1920 r. W międzyczasie wydana została Ustawa o tymczasowej organizacji byłej dzielnicy pruskiej z dnia 1 sierpnia 1919 r., która tworzyła 2 województwa: poznańskie i pomorskie. Granica pomiędzy wymienionymi województwami zachowywała dotychczasowe podziały administracyjne pruskie. Powiaty: bydgoski, szubiński, wyrzyski z Nakłem, inowrocławski, jak też żniński, mogileński i strzeleński weszły w skład województwa poznańskiego.
Dokonany podział terytorialno-administracyjny, pomimo zapowiedzi jego tymczasowego charakteru, okazał się dość trwały. Dopiero wchodząca w życie od 1 kwietnia 1938 r. reforma administracyjna zjednoczyła całe Kujawy w obrębie województwa pomorskiego. W skład tego województwa zwanego „Wielkim Pomorzem”, które obejmowało 23 powiaty ziemskie i 5 grodzkich, wchodziło 7 powiatów „kujawskich”: bydgoski (grodzki), bydgoski (ziemski), szubiński, inowrocławski (grodzki), inowrocławski (ziemski), nieszawski i włocławski oraz 2 powiaty „dobrzyńskie”: lipnowski i rypiński.
W 1934 roku przystąpiono do organizacji Muzeum Nadgoplańskiego w Kruszwicy. Otwarte w 1939 roku posiadało cenną kolekcję obiektów etnograficznych m.in. mebli i strojów.

### II wojna światowa
Podczas II wojny światowej prawie całe Kujawy zostały wcielone do III Rzeszy w granice prowincji Kraj Warty (niem. Warthegau), z wyjątkiem rejonu Bydgoszczy, włączonego do Okręgu Rzeszy Gdańsk-Prusy Zachodnie (niem. Gau Danzig-Westpreussen). Wymienione prowincje niemieckie dzieliły się na rejencje: pierwsza na poznańską, inowrocławską i łódzką, druga – rejencję gdańską, kwidzyńską i bydgoską.
Pod względem podziału administracyjnego II stopnia, północno-zachodnia część regionu kujawskiego weszła w skład rejencji bydgoskiej, zaś część środkowa i południowo-wschodnia w skład rejencji inowrocławskiej (powiaty inowrocławski, włocławski, nieszawski i mogileński).

### Okres powojenny
W latach 1945–1975 niemal całe Kujawy znalazły się w granicach województwa bydgoskiego. Reforma administracyjna z 1950 r. nie spowodowała w tym zakresie zmian, poza przyłączeniem do Bydgoskiego powiatów z pogranicza kujawsko-wielkopolskiego: żnińskiego i mogileńskiego. W ramach drobnych korekt, w 1955 r. utworzono powiat radziejowski z części dotychczasowego powiatu aleksandrowskiego, a na ziemi dobrzyńskiej – powiat golubsko-dobrzyński z części powiatów rypińskiego i lipnowskiego. Kolejna reforma administracyjna z 1975 r. spowodowała podział Kujaw między województwa: bydgoskie (część zachodnia) i włocławskie (część wschodnia plus ziemia dobrzyńska).
W 1999 roku niemal całe Kujawy weszły w skład województwa kujawsko-pomorskiego. Drobne skrawki Kujaw znalazły się ponadto w granicach województw mazowieckiego (tereny między granicą województwa a Skrwą) oraz wielkopolskiego (Przedecz, Wierzbinek).

### Kalendarium
- 1136 – po raz pierwszy, w Bulli papieża Innocentego II, zostaje wymieniona nazwa Kujawy
- 1186 – Mieszko III Stary zajmuje Kujawy należące do dzielnicy mazowieckiej i tworzy osobne księstwo dla swego syna Bolesława
- około 1231 – ponowne utworzenie księstwa przez Konrada I Mazowieckiego dla swego syna Kazimierza I Kujawskiego
- 1267 – podział na dwa księstwa: inowrocławskie i brzeskokujawskie
- 1327 – Kujawy przechodzą pod bezpośrednią władzę króla Władysława Łokietka
- 1331 – bitwa pod Płowcami
- 1332–1343 – Kujawy w posiadaniu Krzyżaków
- XV – XVIII w. – Kujawy dzielą się na województwa: inowrocławskie i brzeskokujawskie (wspólny sejmik w Radziejowie)
- 1772–1793 – podczas I i II rozbioru zagarnięte przez Prusy
- 1807–1815 – w Księstwie Warszawskim
- 1918 – Kujawy wracają do Polski

## Warunki naturalne

### Charakterystyka

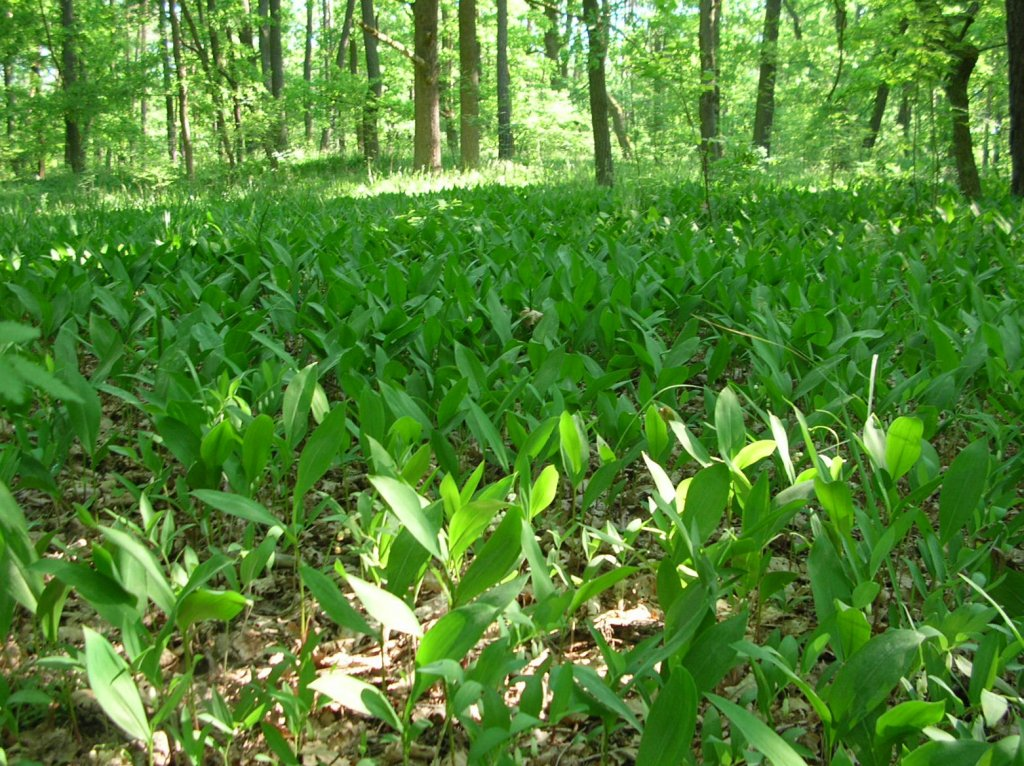
Rezerwat przyrody Dziki Ostrów

Część Kujaw leży w regionie określanym jako Wysoczyzna Kujawska. Jest to płaska lub lekko falista wysoczyzna morenowa o średniej wysokości 100–130 m n.p.m. Miejscami występują wzniesienia morenowe i wały piaszczysto-żwirowe. Pod utworami lodowcowymi występują pokłady soli kamiennej i potasowej, a w warstwach trzeciorzędowych pokłady węgla brunatnego, gliny ceramicznej.
W obrębie Wysoczyzny Kujawskiej wyróżnia się część północną określaną jako Równina Inowrocławska. Ma ona charakter monotonnej równiny o wysokości 75–90 m n.p.m. urozmaiconej niekiedy przez pojedyncze pagórki. Jest to jeden z nielicznych w Polsce przypadków rozległej równiny moreny dennej lodowca. Część druga wysoczyzny, rozciągająca się na południe od linii Radziejów – Brześć Kujawski – Kowal stanowi Pojezierze Kujawskie. Na tym obszarze spotyka się pas wzgórz morenowych związanych z czołową strefą lądolodu. Wzniesienia sięgają 100, niekiedy nawet i 140 m n.p.m. Krajobraz urozmaicają dodatkowo głęboko wcięte rynny lodowcowe i zaklęsłości wypełnione jeziorami. Na zachodzie regionu ciąg Gopła i jezior Pakoskich oddziela Wysoczyznę Kujawską od Gnieźnieńskiej.
Północną granicę Kujaw stanowi Pradolina Toruńsko-Eberswaldzka, która na wschód od Nakła rozszerza się w Kotlinę Toruńsko-Bydgoską. W rejonie Bydgoszczy i Koronowa Kujawy Północne obejmują fragment Pojezierza Pomorskiego.

Krajobrazy Kujaw
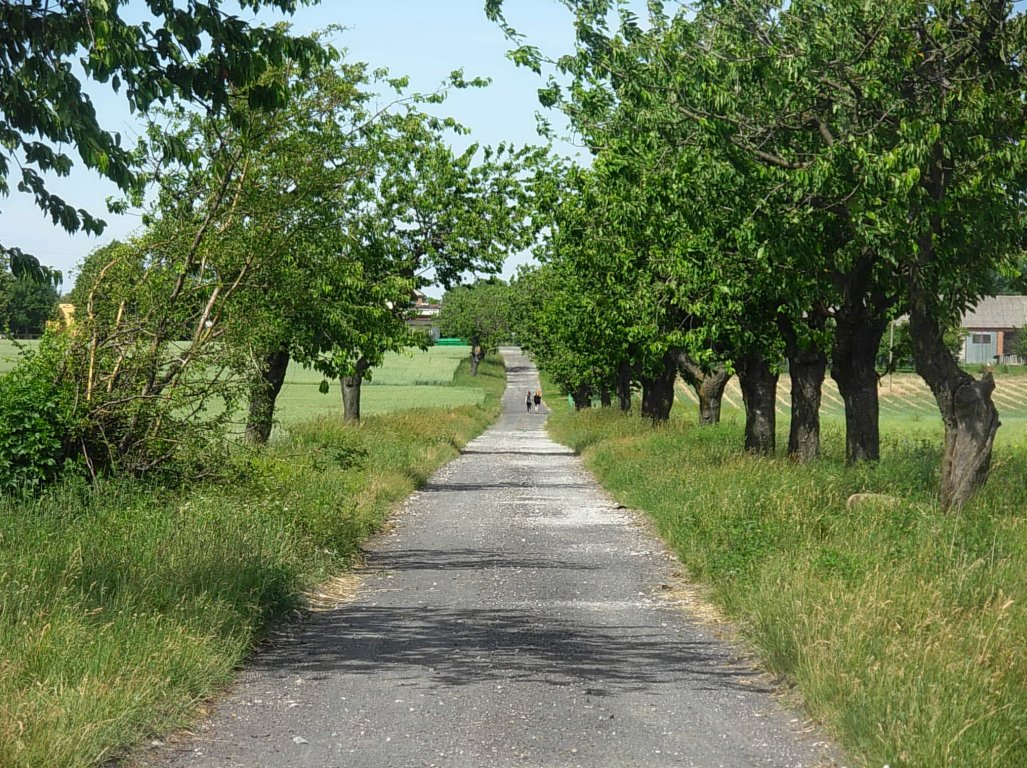
Droga wiejska
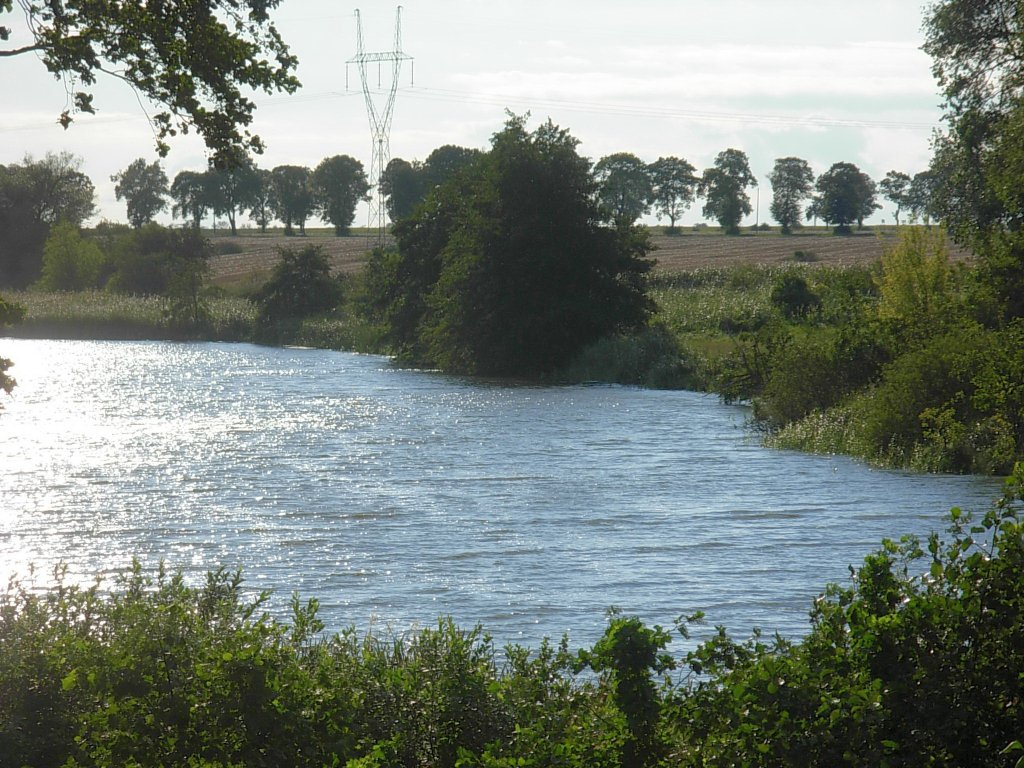
Śródpolne jezioro
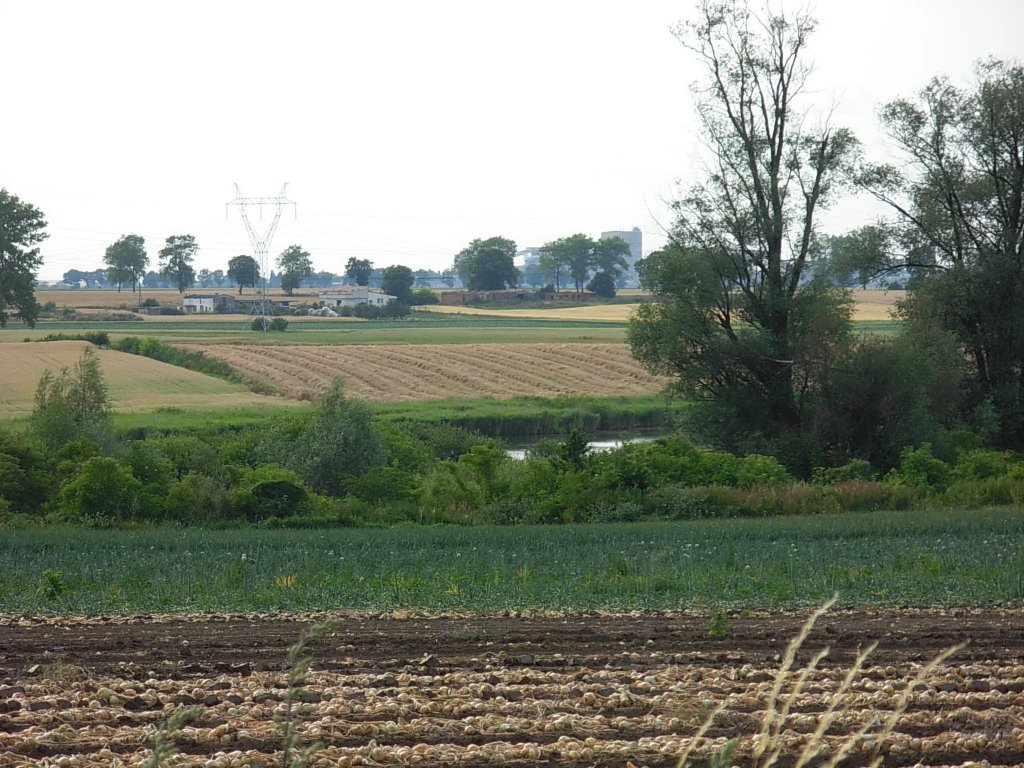
Oczko wodne wśród pól
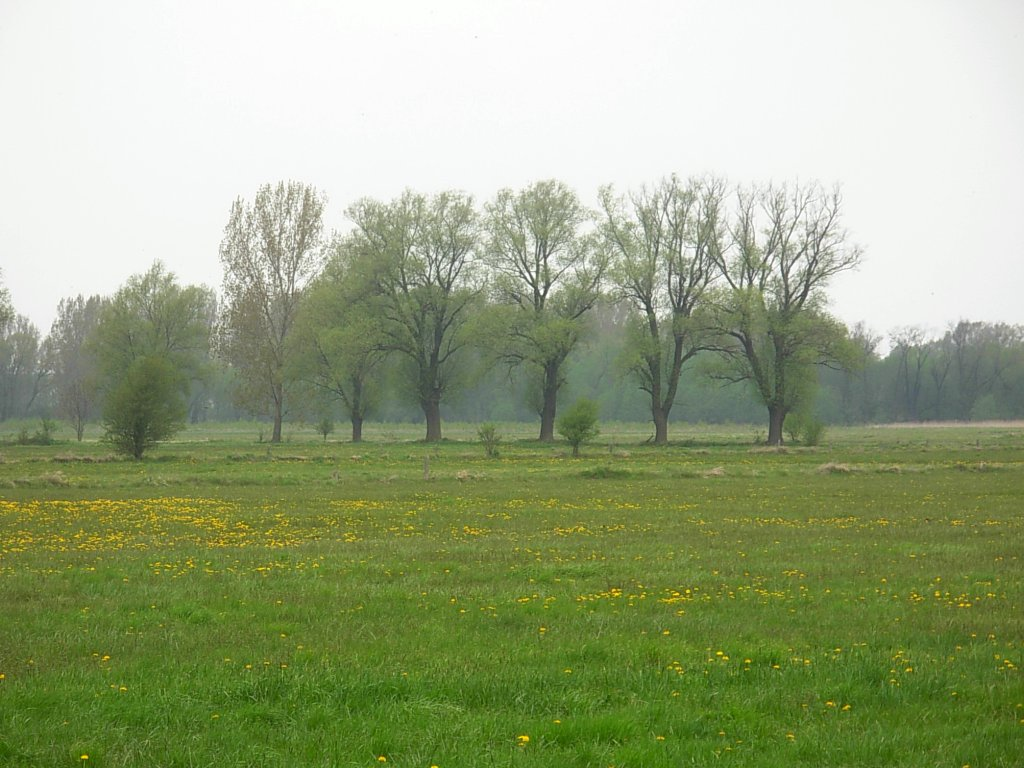
Łąki nad Notecią
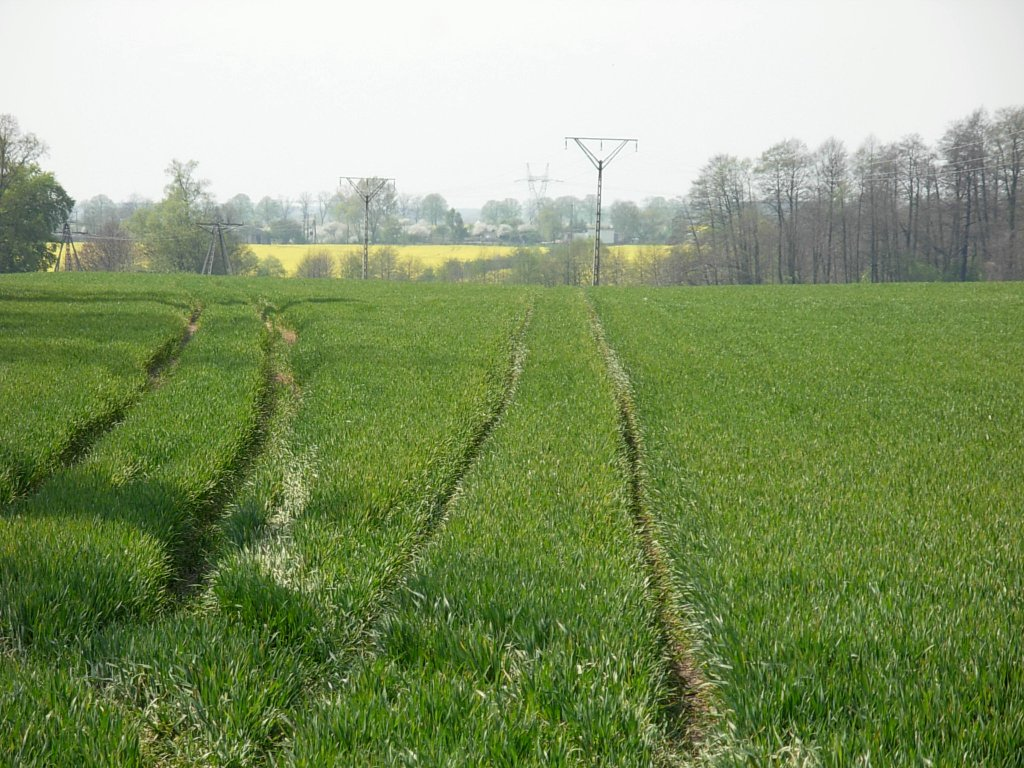
Kujawski krajobraz wiejski
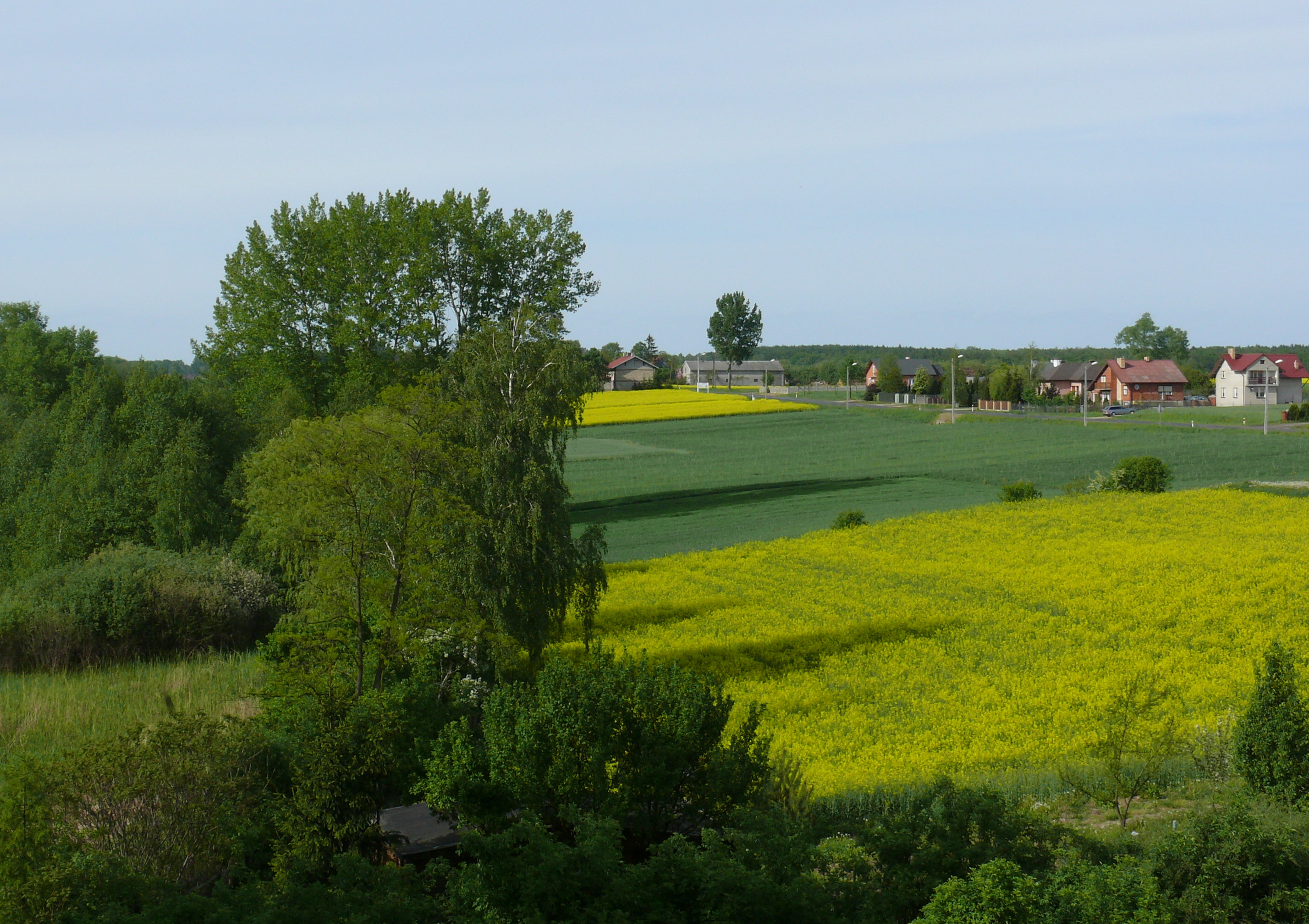
Wysoczyzna Kujawska w okolicach Brdowa
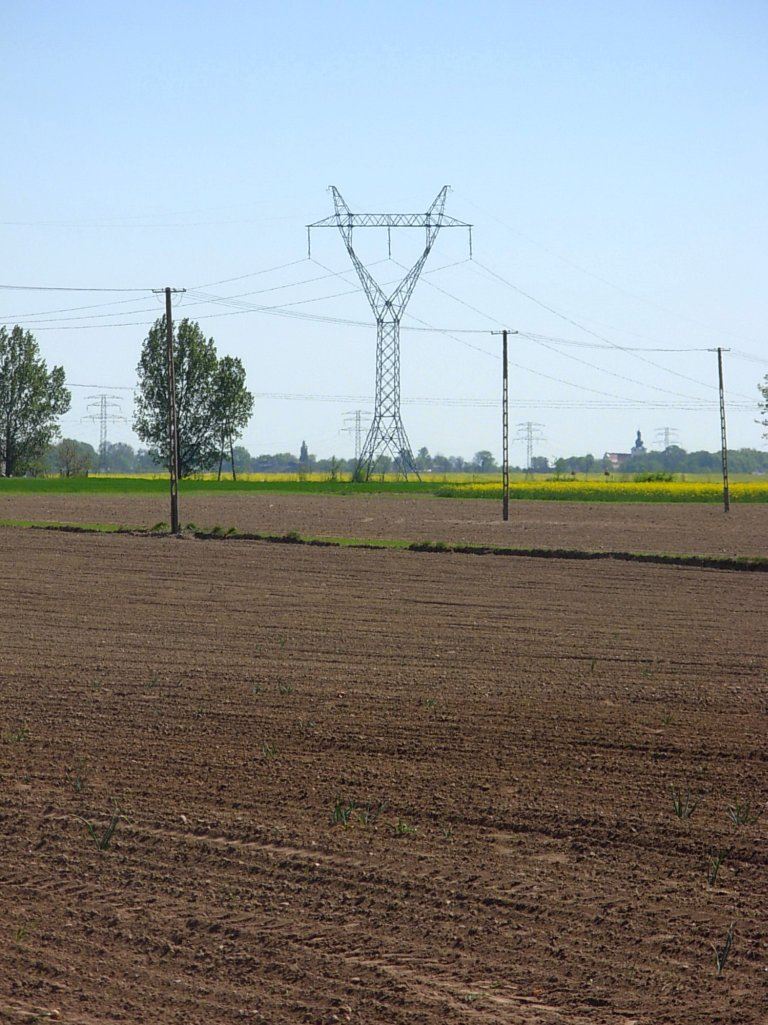
Pola
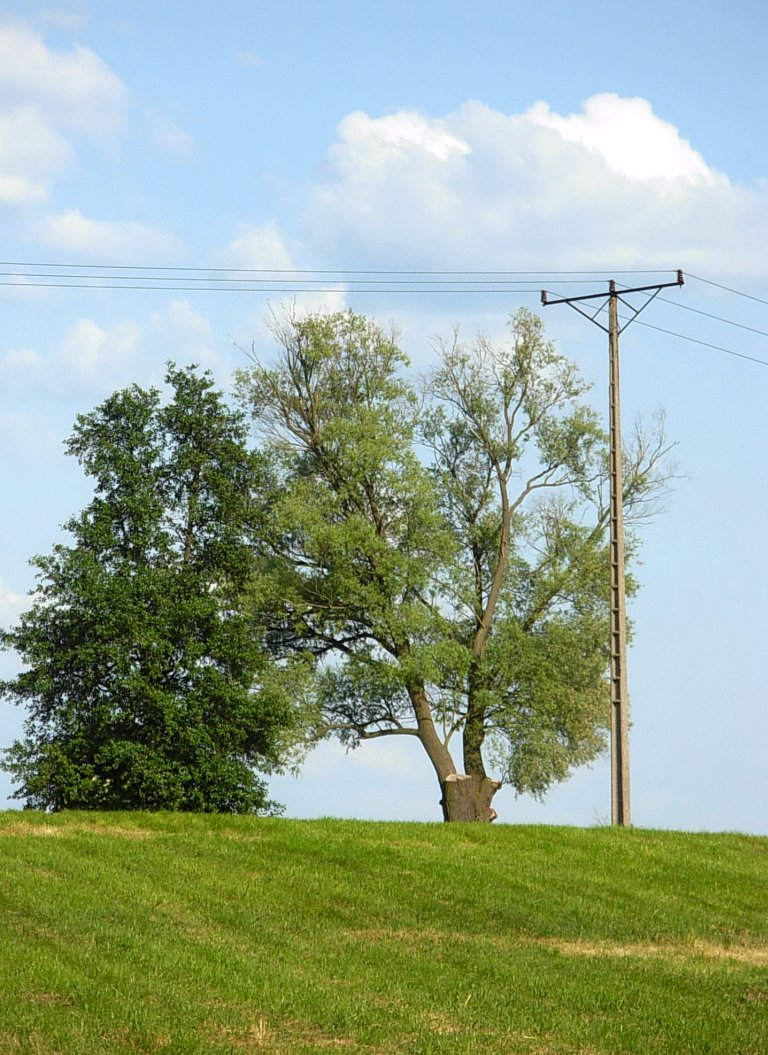
Drzewa
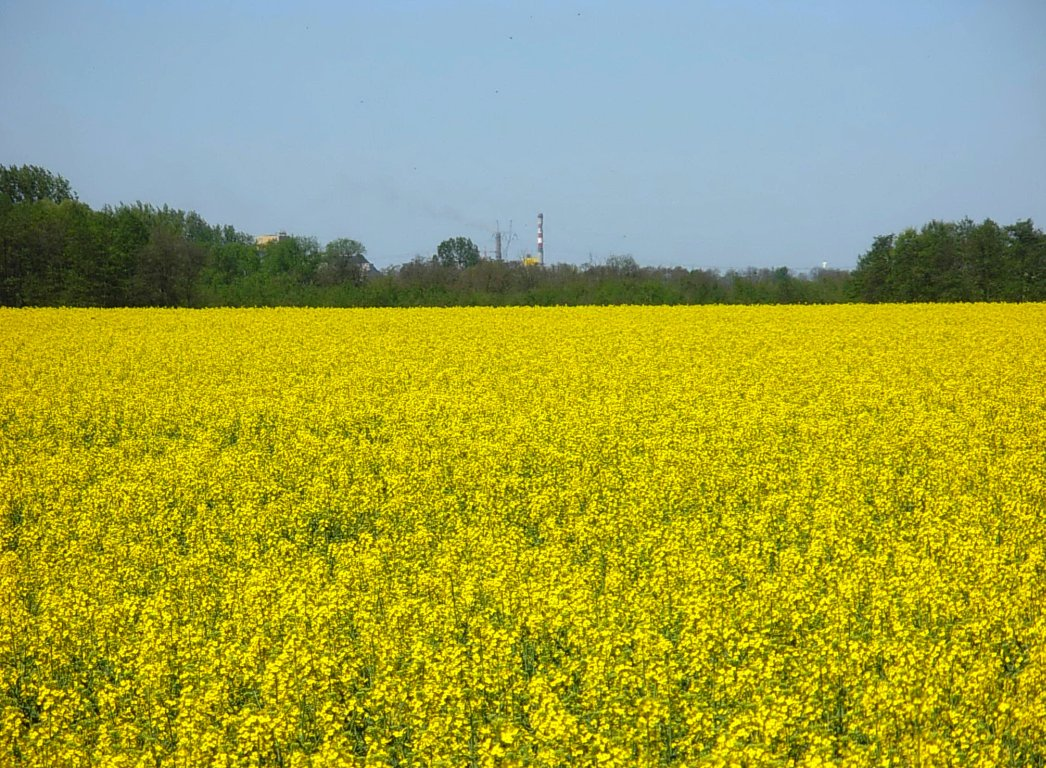
Pole rzepaku, Janikowo

### Regiony fizycznogeograficzne
Kujawy znajdują się w obrębie 9 mezoregionów należących do 3 makroregionów podprowincji Pojezierza Południowobałtyckie. Większość dzielnicy kujawskiej znajduje się w obrębie makroregionu Pojezierze Wielkopolskie (315.5) – mezoregiony Równina Inowrocławska (315.55) i Pojezierze Kujawskie (315.57). Zachodnie obrzeża Kujaw wchodzą natomiast w skład Pojezierza Gnieźnieńskiego (315.54).
Północne obrzeża Kujaw graniczące z Wisłą należą do makroregionu Pradolina Toruńsko-Eberswaldzka (315.3) – mezoregiony Kotlina Toruńska (315.35) i Kotlina Płocka (315.36). Z kolei tzw. Kujawy Północne (powiat bydgoski) należą do mezoregionów: Dolina Fordońska (314.83), Wysoczyzna Świecka (314.73) i Dolina Brdy (314.72). Północno-zachodni skraj historycznych Kujaw zajmuje także fragment Pojezierza Krajeńskiego (314.64).

### Klimat
Położenie Kujaw na pograniczu Niziny Wielkopolsko-Kujawskiej i Pojezierza Mazurskiego powoduje, że w regionie tym zaznaczają się wyraźnie cechy przejściowości pomiędzy oddziaływaniem wpływów oceanicznych i kontynentalnych. Cechą charakterystyczną są niskie opady atmosferyczne, nie przekraczające 500 mm, a miejscami sięgające 450 mm. Średnia temperatura roczna (8,2 °C) jest nieco wyższa od średniej krajowej. Zimy bywają łagodne z małą i krótkotrwałą pokrywą śnieżną. Klimat cechuje się stosunkowo dużą liczbą dni pogodnych, usłonecznionych. Latem i jesienią przeważają wiatry o kierunku zachodnim i południowo-zachodnim, a zimą wschodnie i północno-wschodnie.

### Gleby
Kujawy stanowią teren o glebach na ogół dobrych. Największą powierzchnię zajmują gleby płowe i brunatne. Urodzajne czarne ziemie zajmują około jedną trzecią powierzchni regionu i występują głównie na Równinie Inowrocławskiej (na północ od Inowrocławia oraz okolice Radziejowa). Miejscami występują torfy, gliny oraz gleby piaszczyste. Najsłabsze gleby występują w pasie nadwiślańskim oraz w powiecie bydgoskim.

### Hydrografia
Sieć rzeczna na Kujawach jest uboga. Charakterystyczna jest dysproporcja pomiędzy dużą arterią wodną, jaką stanowi Wisła, a ubogą siecią drobnych cieków, z których wiele funkcjonuje okresowo. Na taki stan rzeczy składają się: wyjątkowo niska suma rocznych opadów atmosferycznych oraz rzeźba geologiczna terenu, która sprzyja dużym stratom wody wskutek parowania.
Większość Kujaw należy do dorzecza Wisły, lecz w zachodniej części regionu przebiega dział wodny oddzielający go od dorzecza Odry. Z większych rzek oprócz Wisły znaczenie żeglowne odgrywają rzeki: Noteć, Zgłowiączka i Brda.

Na terenie Kujaw występuje blisko 600 jezior o powierzchni większej od 1 ha, które zajmują rynny oraz oczka polodowcowe. Największe z nich to: Gopło (2150 ha), Jeziora Pakoskie (750 ha) Głuszyńskie (625 ha), Chodeckie, Modzerowskie, Borzymowskie, Rakutowskie (414 ha), Jezioro Brdowskie (198 ha), Jezuickie (146 ha).

Jeziora Kujaw
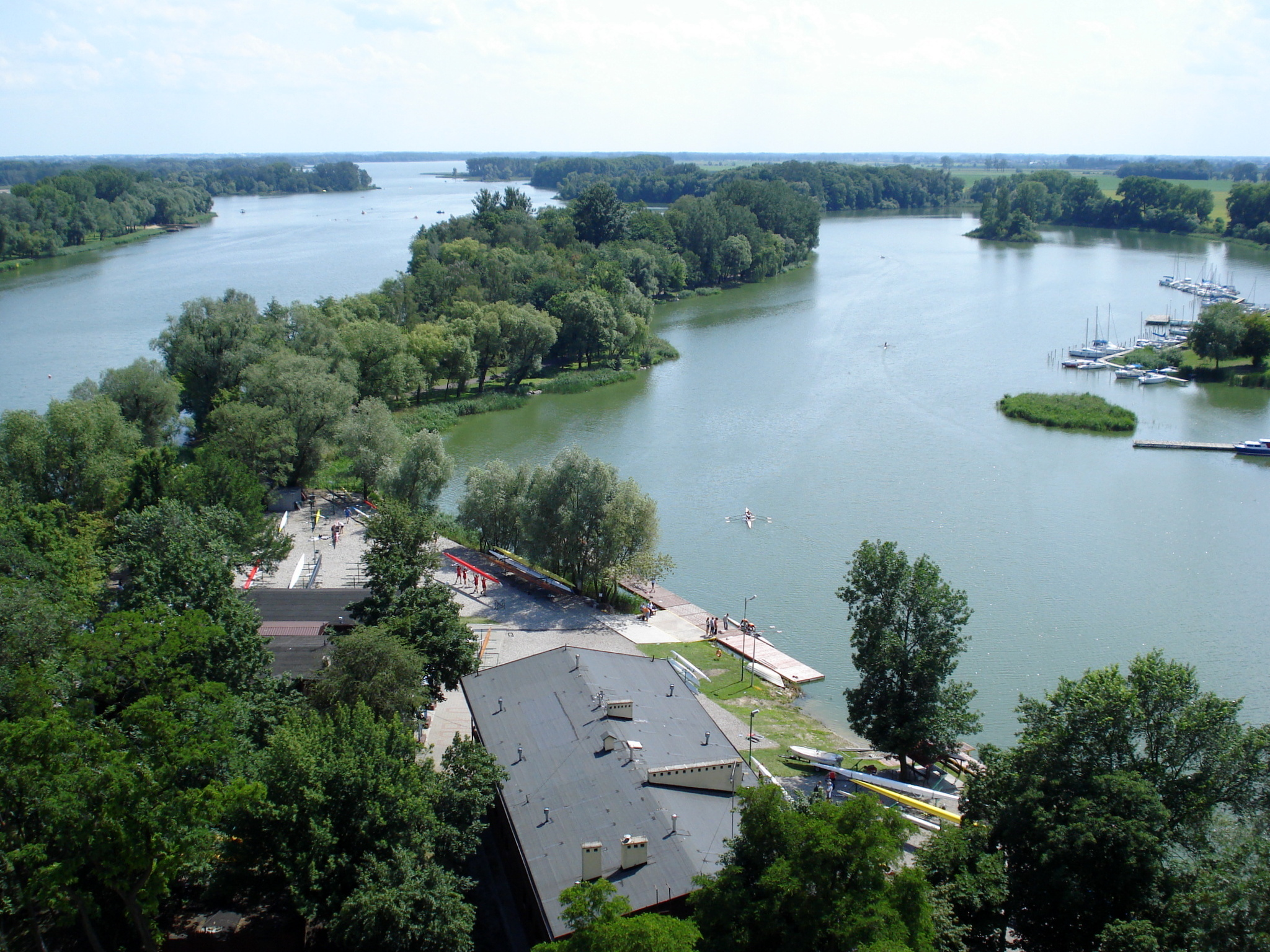
Jezioro Gopło
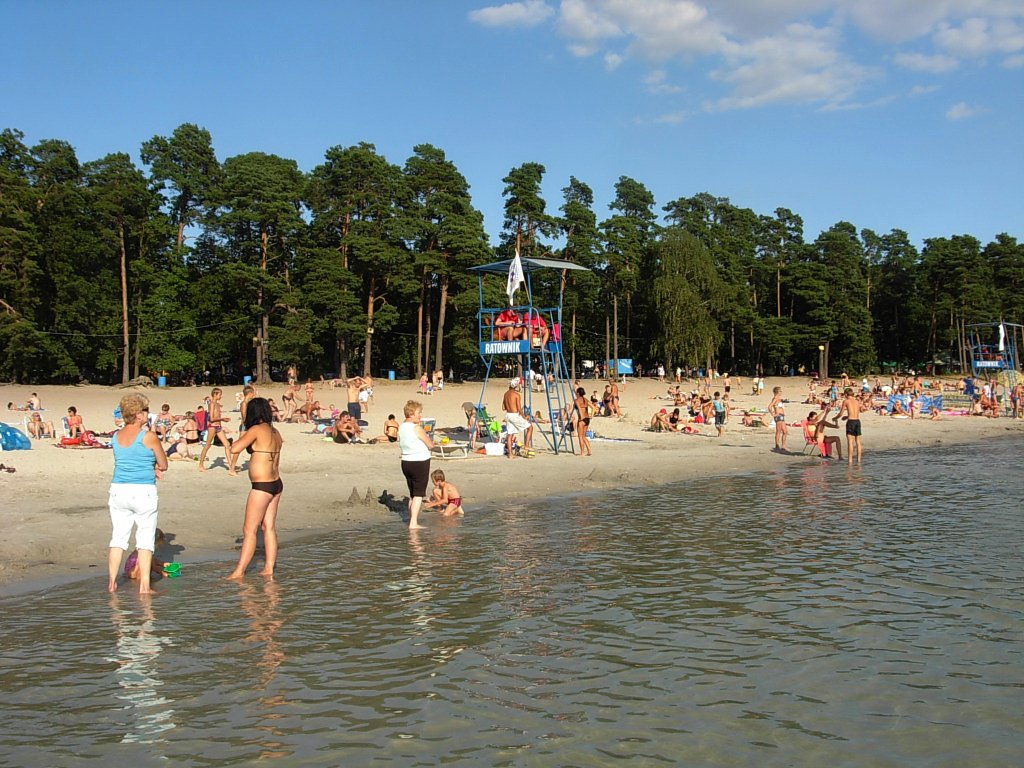
Kąpielisko Przyjezierze nad jeziorem Ostrowskim
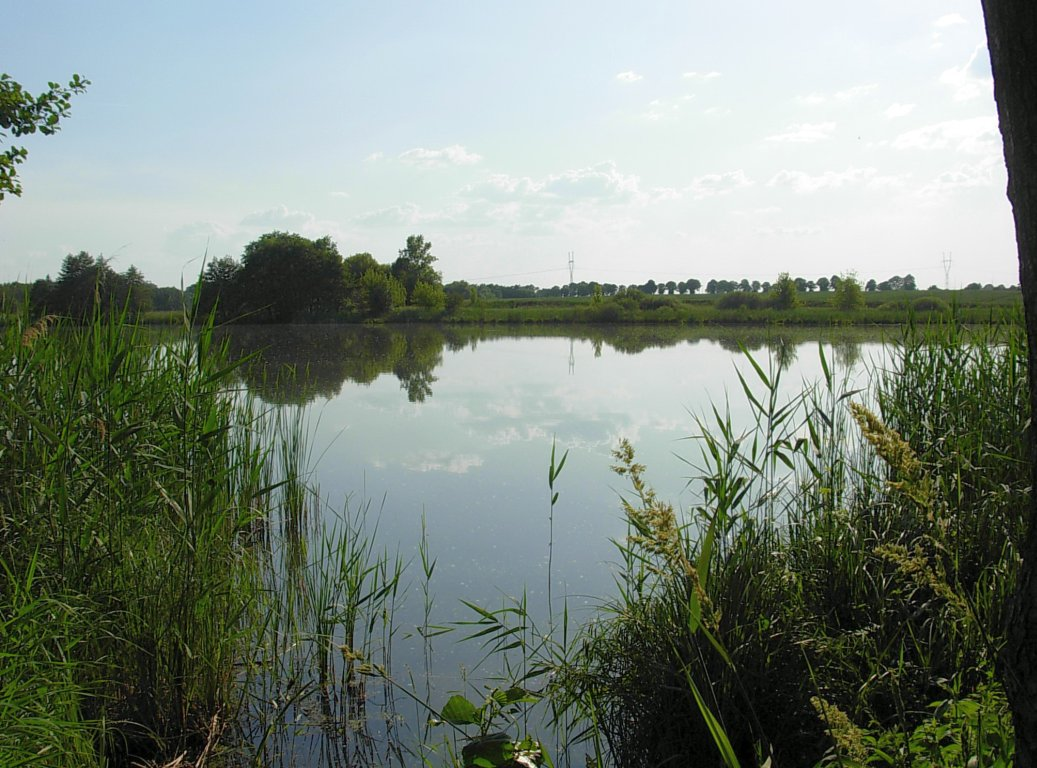
Śródpolne jezioro
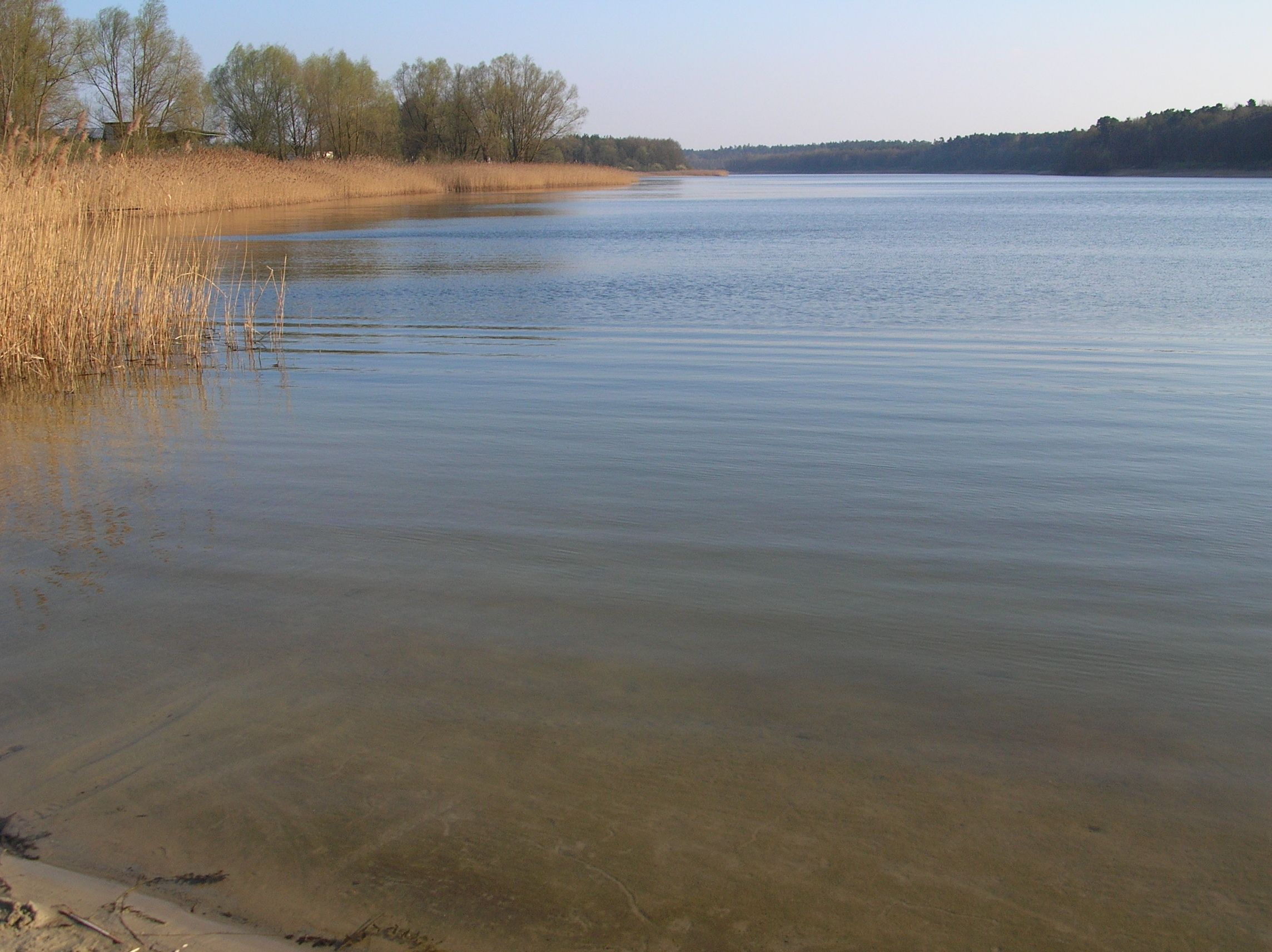
Jezioro Ostrowskie
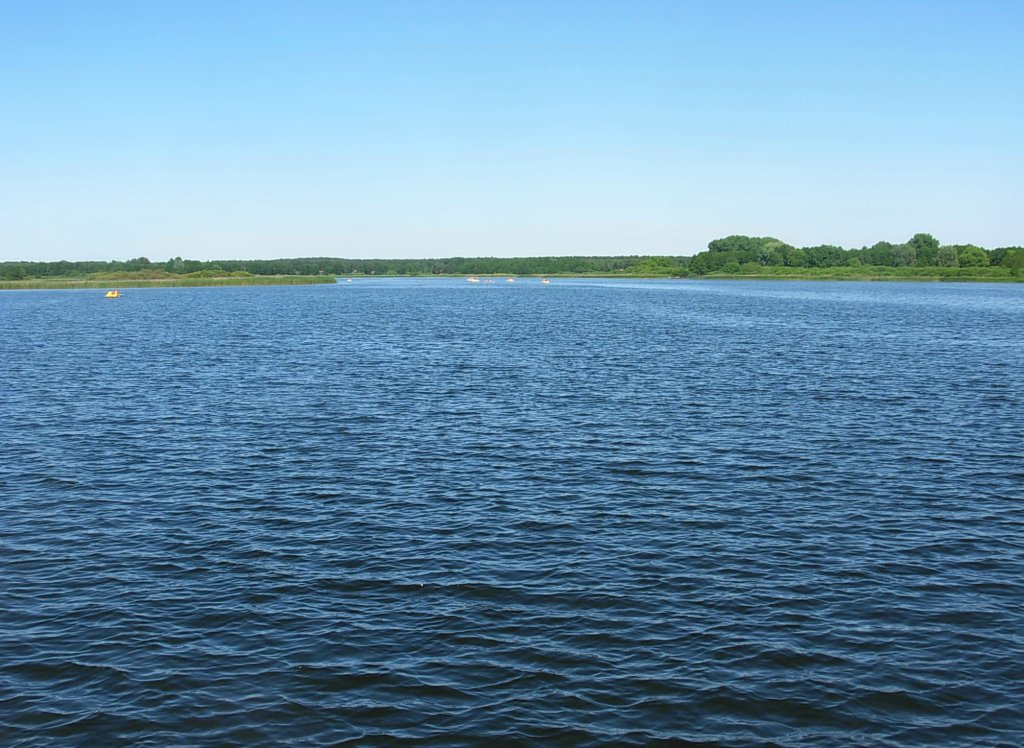
Jezioro Jezuickie
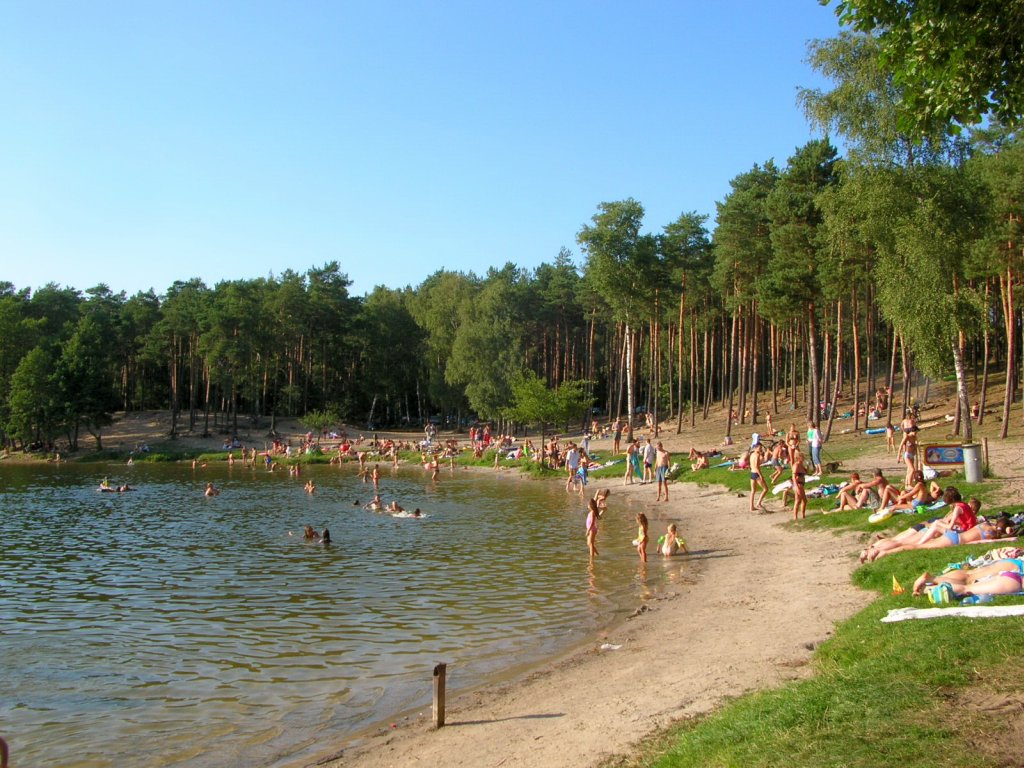
Plaża w Pieckach nad jeziorem Jezuickim
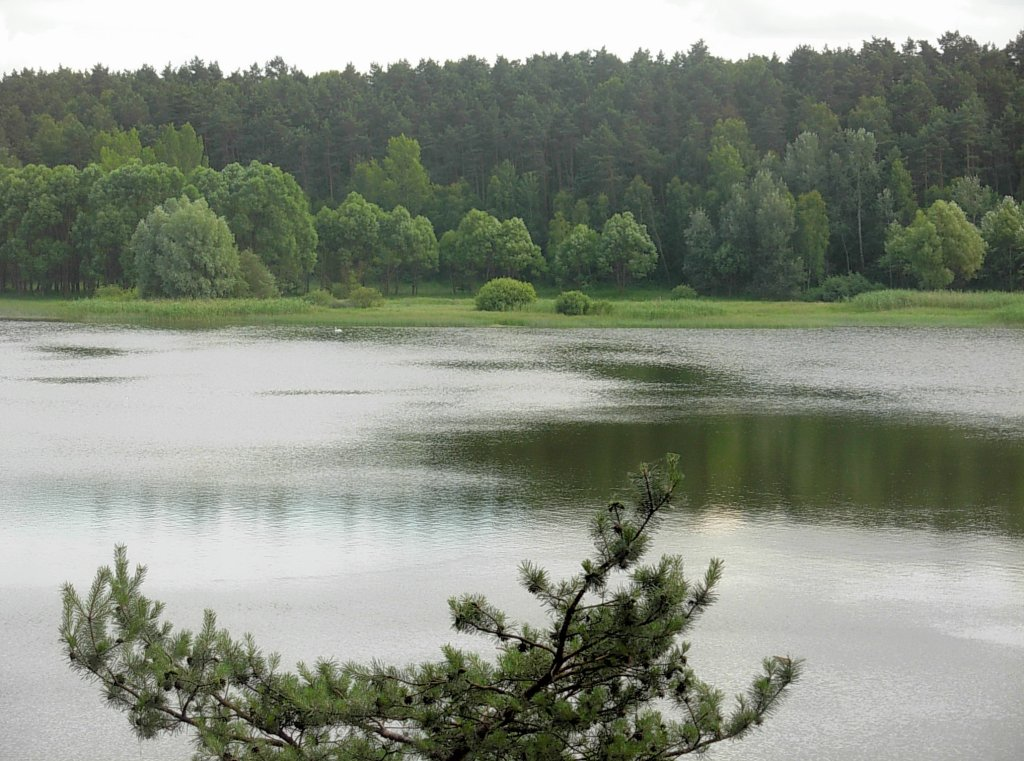
Jezioro Nowe w Puszczy Bydgoskiej
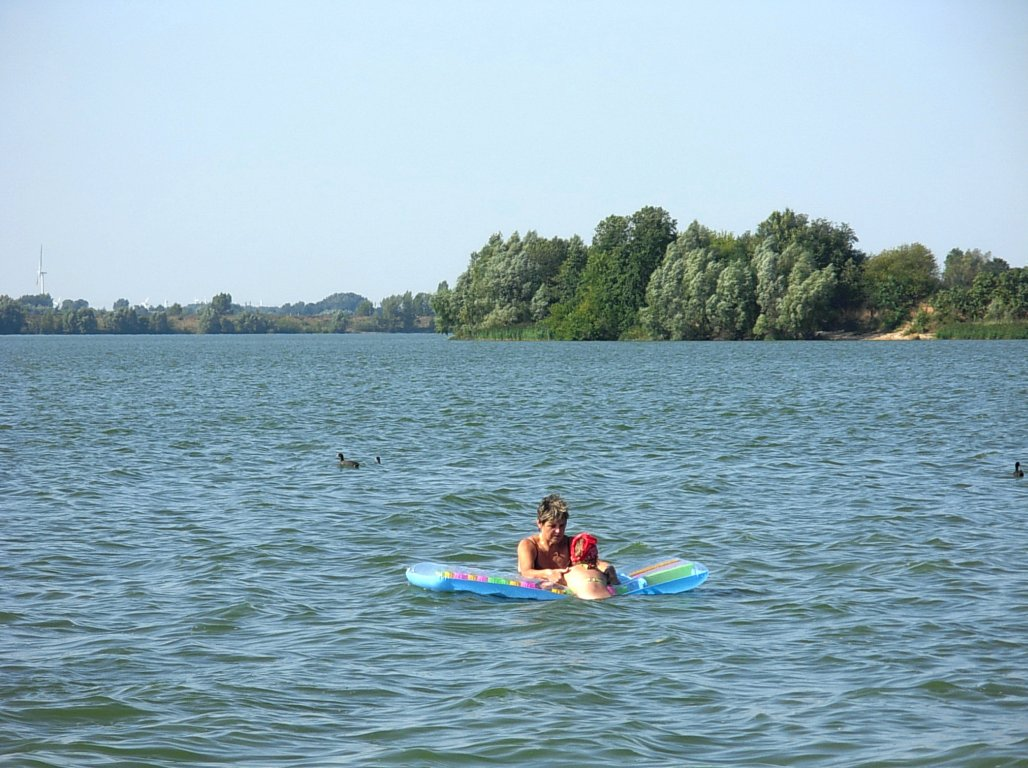
Jezioro Pakoskie
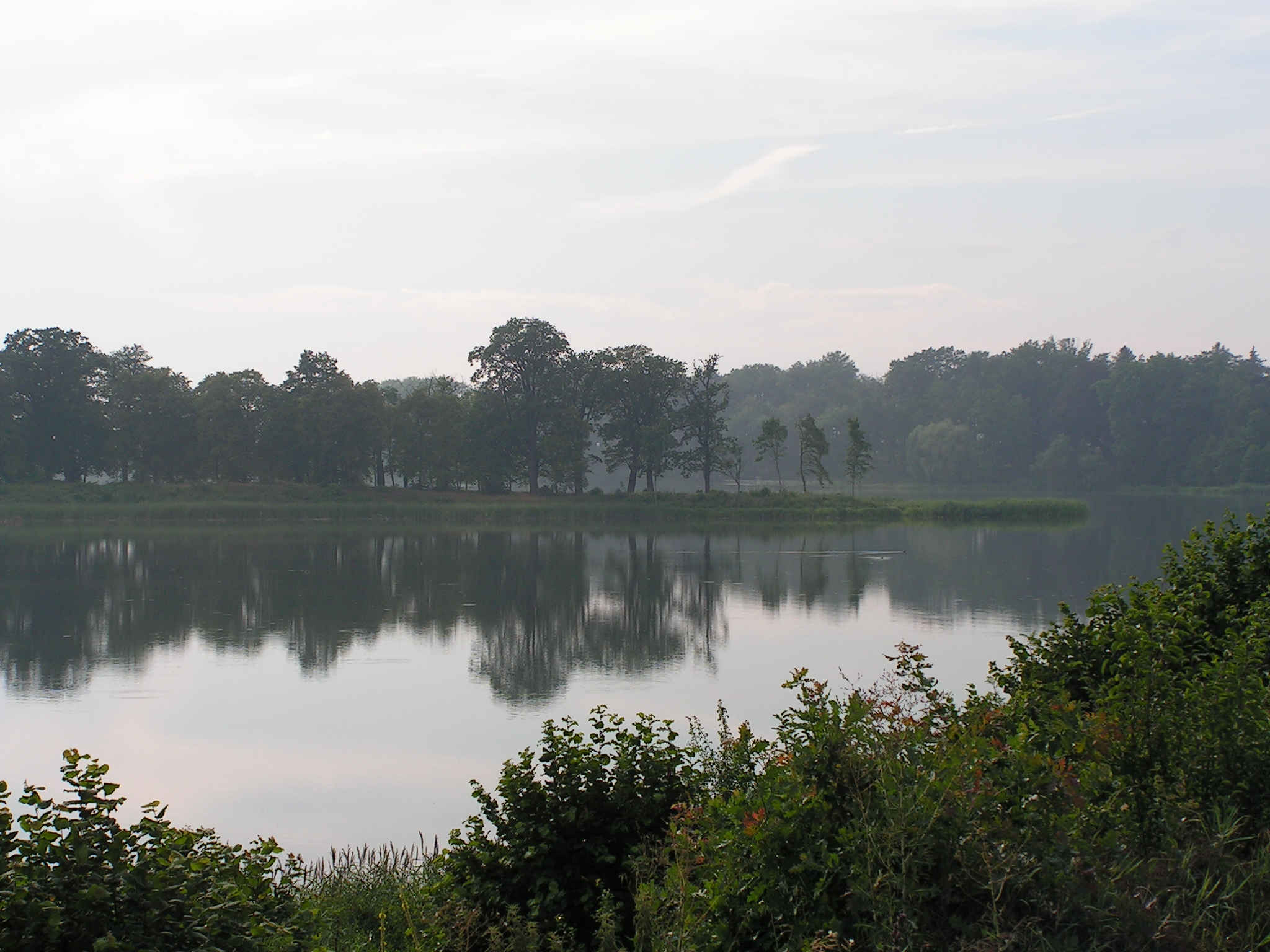
Jezioro Lubstowskie
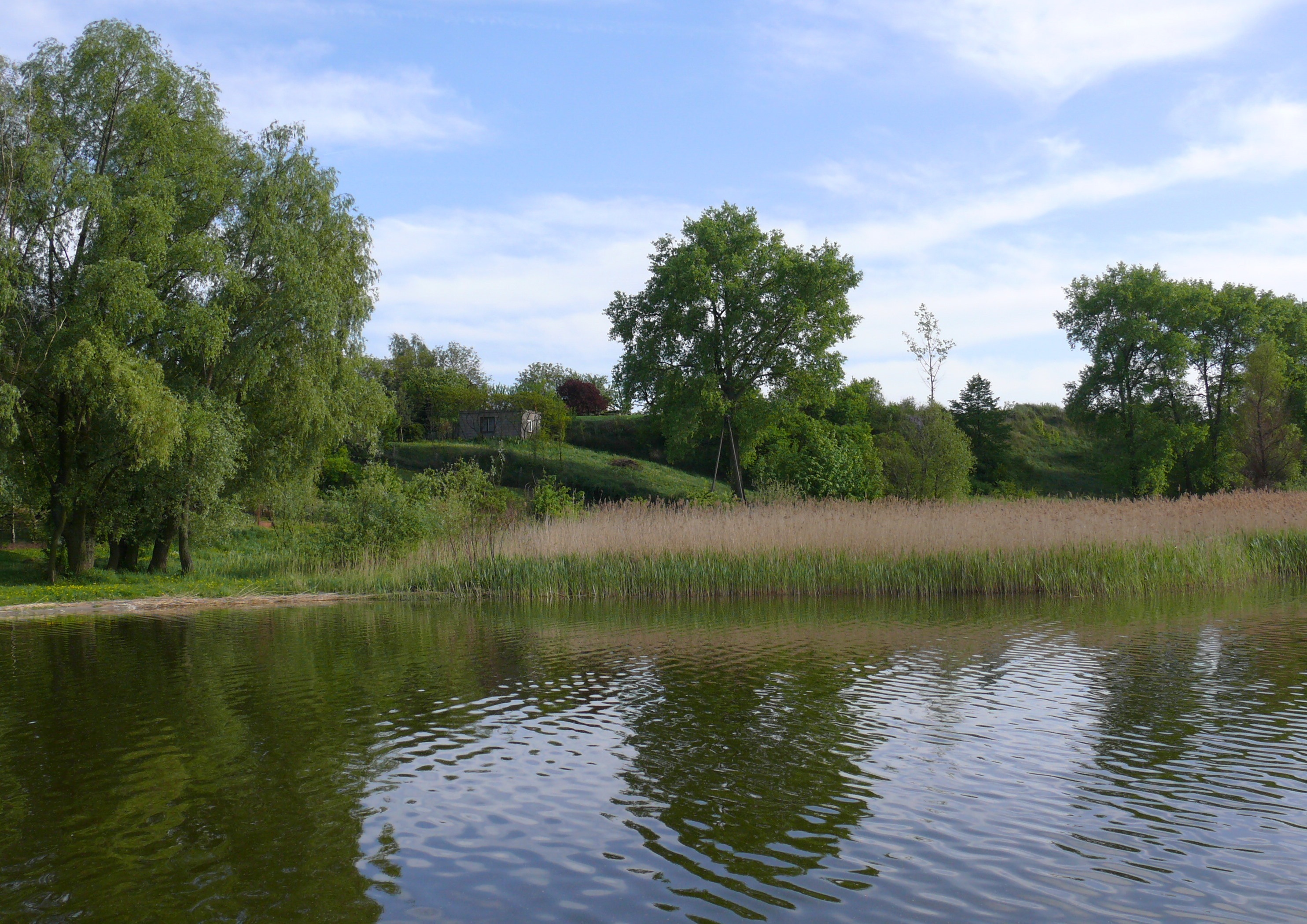
Jezioro Brdowskie
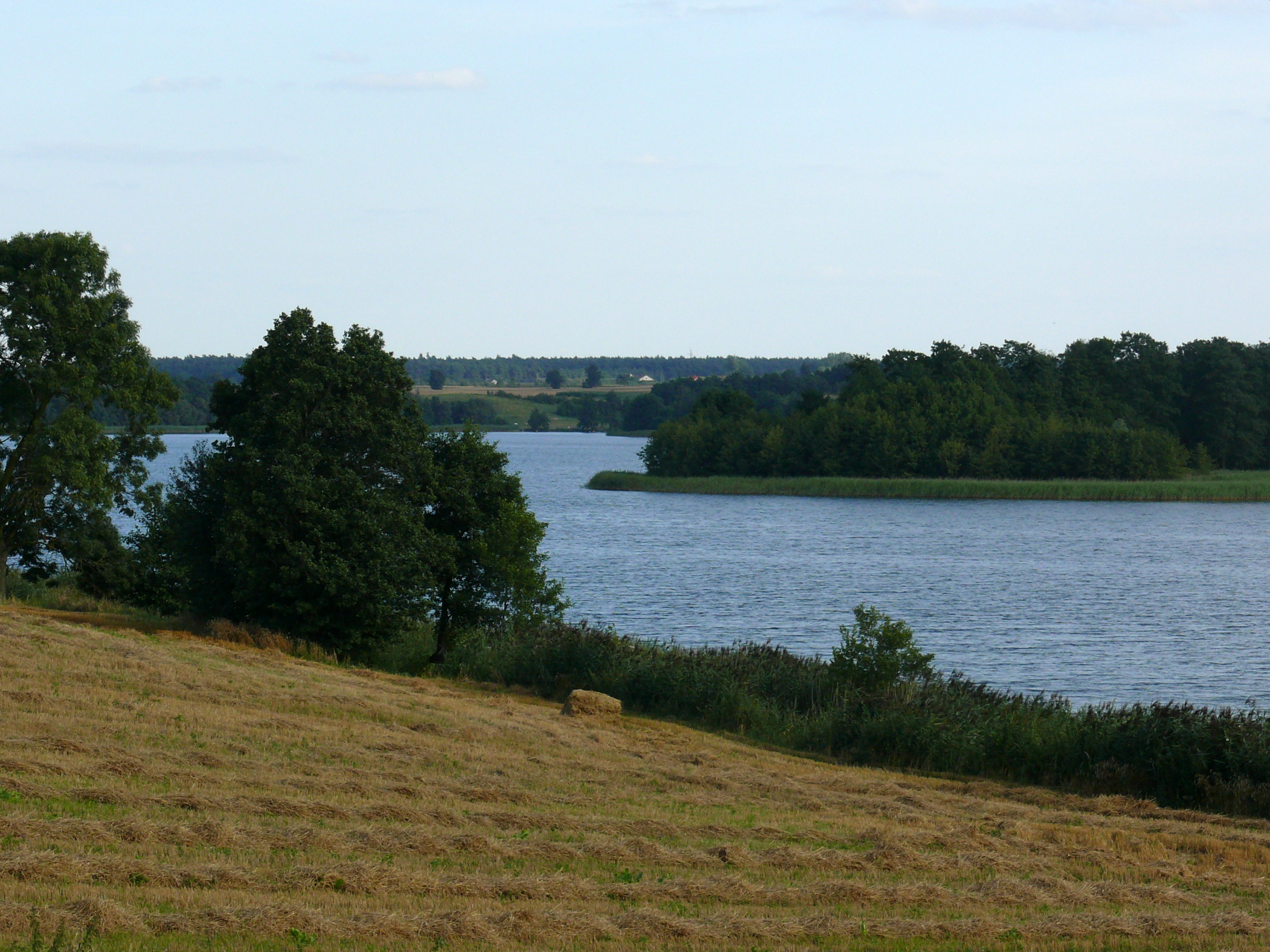
Jezioro Lubotyńskie
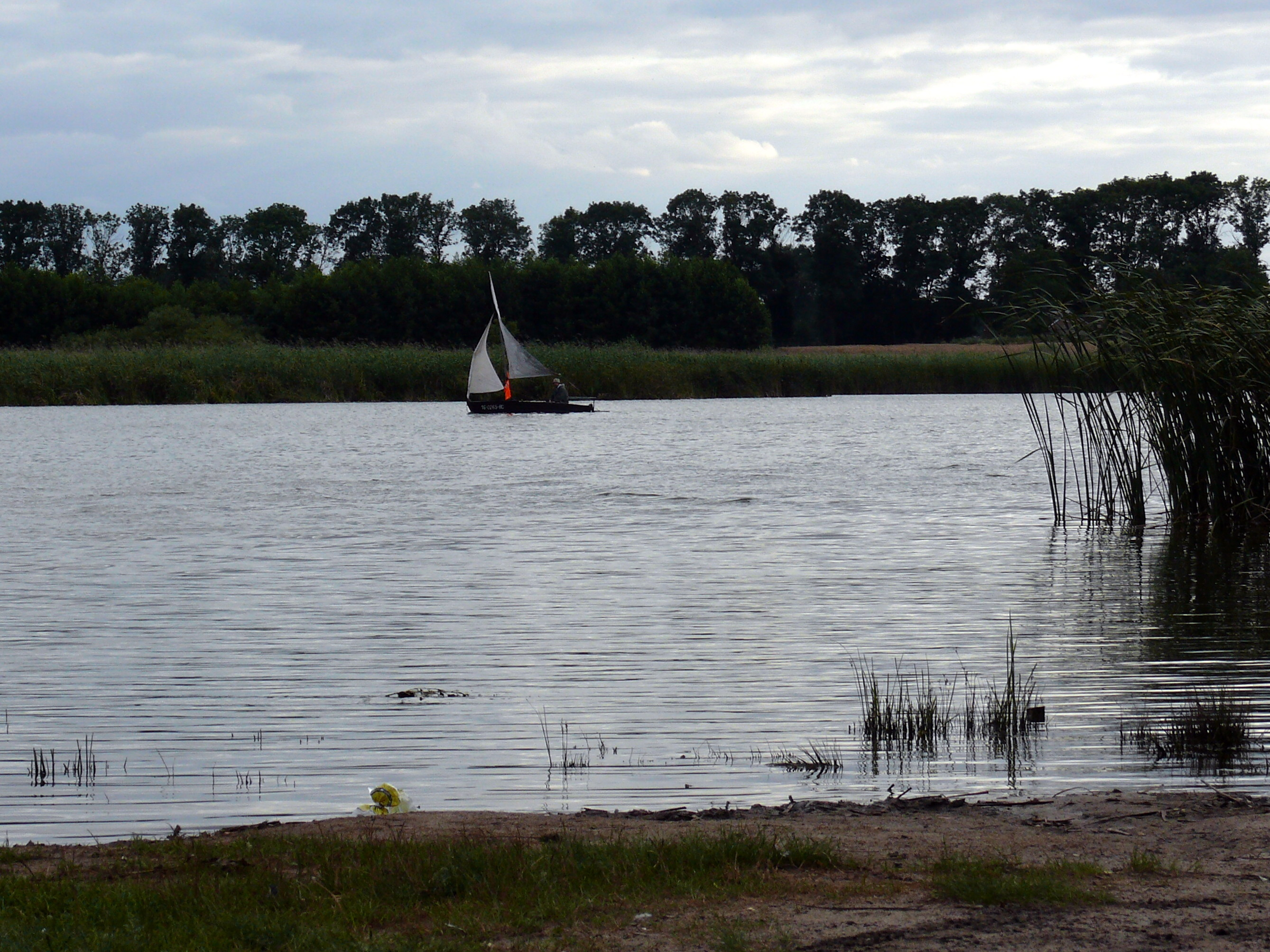
Jezioro Przedeckie

W przeszłości duże znaczenie komunikacyjne miało jezioro Gopło. Według Jana Długosza w czasach historycznych istniało połączenie Gopła z Wartą, a także z Wisłą przez Kanał Bachorze i Zgłowiączkę. Warunkiem tych połączeń był wyższy poziom wody w jeziorze o ok. 3 m. W okresie historycznym na terenie Kujaw istniały także rozległe bagna, m.in. nad Bachorzą, Notecią, koło Dziemian, w źródliskach Zielonej, Ostrowskiego i Gąskiego Błota, w źródliskach Tążyny i szereg innych. W wyniku prac melioracyjnych przeprowadzonych w XIX wieku oraz budowy kanałów (Bydgoski, Górnonotecki) nastąpiło obniżenie poziomu wód podziemnych o około 2 m.

### Lasy
Centralna, rolnicza część Kujaw jest jednym z najmniej zalesionych regionów kraju (obecnie lasy to 15% powierzchni). Większe kompleksy leśne otaczają region od północy (Puszcza Bydgoska, Lasy Gostynińsko-Włocławskie) i od południa (Lasy Mirachowskie).
Już w XIV wieku okolice Kruszwicy i Strzelna miały charakter bezleśnej, moczarowej równiny; lasy i bagna stanowiły wtedy 62% ogólnej powierzchni Kujaw. W XVI wieku było to 48%, a w XVIII już tylko 37%. Proces ten pogłębiał się w XIX wieku. Dotyczy to zwłaszcza środkowej i południowej części Kujaw wschodnich.

### Ochrona przyrody
Na terenie Kujaw (w granicach historycznych) znajduje się w całości Nadgoplański Park Tysiąclecia chroniący ekosystem jeziora Gopło. Ponadto w skład regionu wchodzą fragmenty dwóch parków krajobrazowych: Gostynińsko-Włocławskiego oraz Nadwiślańskiego. Cenne przyrodniczo obszary chronione są również w obszarach chronionego krajobrazu: Wydm Kotliny Toruńsko-Bydgoskiej, Wydm śródlądowych na południe od Torunia, Łąk Nadnoteckich, Lasów Balczewskich, Lasów Miradzkich, Jeziora Głuszyńskiego, Jeziora Modzerowskiego, Północnego Pasa Rekreacyjnego miasta Bydgoszczy, Zalewu Koronowskiego oraz Rynny Jezior Byszewskich. W skład listy zatwierdzonych rezerwatów przyrody wchodzi: 10 leśnych, 4 ornitologiczne, 2 florystyczne, 1 słonoroślowy i 1 geomorfologiczny.
Lista rezerwatów przyrody:
- leśne
  - Różanna Dęby – 200-letnia świetlista dąbrowa w gminie Koronowo
  - Augustowo – ols porzeczkowy i ols torfowcowy położony w gminie Dobrcz
  - Ostrów koło Pszczółczyna – grąd niski dębowo-grabowy nad Notecią w okolicy Łabiszyna
  - Dziki Ostrów – dąbrowa świetlista na ostrowie leśnym łąk nadnoteckich koło Brzozy Bydgoskiej
  - Łażyn – 150-letni bór sosnowy w Puszczy Bydgoskiej
  - Mierucinek – grąd dębowy w gminie Dąbrowa
  - Dębice – fitocenozy leśne zarostowe i łąkowe w okolicy Michelina
  - Wójtowski Grąd – grądy i bory mieszane na wydmowym zboczu rynny jeziornej w Lasach Gostynińsko-Włocławskich
  - Olszyny Rakutowskie – olsy i łęgi jesionowo-olszowe w gminie Kowal
  - Grodno – jezioro Grodno wraz z naturalnymi zbiorowiskami leśnymi, położony w gminie Baruchowo między Kowalem, a Lubieniem
- florystyczne
  - Tarkowo – bór świeży ze stanowiskiem kserotermicznej wiśni karłowatej, położony na południowym skraju Puszczy Bydgoskiej
  - Rejna – stanowisko wiśni karłowatej w Lasach Balczewskich
- ornitologiczne
  - Balczewo – chroni miejsca lęgowe i żerowiska ptaków błotnych i wodnych w gminie Dąbrowa Biskupia
  - Czapliniec Ostrowo – chroni miejsca lęgowe czapli siwej nad jeziorem Ostrowskim w Lasach Miradzkich
  - Jezioro Rakutowskie – ochrona jeziora i jego otoczenia w Lasach Gostynińsko-Włocławskich
  - Jazy – chroni miejsca lęgowe czapli siwej w Lasach Gostynińsko-Włocławskich
- słonoroślowy
  - Ciechocinek – ochrona bogatego zespołu słonorośli przy tężniach w Ciechocinku
- geomorfologiczny
  - Gościąż – położony w Lasach Gostynińsko-Włocławskich

Na Kujawach znajdują się ponadto obszary chronione w sieci Natura 2000:
- Obszary specjalnej ochrony ptaków:
  - Dolina Dolnej Wisły (obszar Natura 2000)
  - Ostoja Nadgoplańska
  - Błota Rakutowskie
- Obszary mające znaczenie dla Wspólnoty:
  - Jezioro Gopło
  - Solecka Dolina Wisły
  - Dybowska Dolina Wisły
  - Nieszawska Dolina Wisły
  - Włocławska Dolina Wisły
  - Słone Łąki w Dolinie Zgłowiączki
  - Ciechocinek
  - Równina Szubińsko-Łabiszyńska (fragment)
  - Pojezierze Żnińsko-Mogileńskie (fragment)

## Miasta
Biskupią stolicą Kujaw była Kruszwica, a później Włocławek (po przeniesieniu do niego stolicy biskupstwa w 1. połowie XII w.). W okresie rozbicia dzielnicowego na początku XIV wieku, wyodrębniły się księstwa kujawskie: brzeskokujawskie, inowrocławskie, bydgosko-wyszogrodzkie i gniewkowskie. Od XIV w. do 1772 r. siedzibami wojewodów były Inowrocław i Brześć Kujawski, zaś Radziejów siedzibą wspólnego sejmiku ziemskiego województw kujawskich.
Do miast, które najwcześniej otrzymały prawa miejskie na terenie Kujaw, należały grody leżące na stosunkowo wcześnie zasiedlonych urodzajnych ziemiach Niziny Kujawskiej: Strzelno (1231), Inowrocław (1238), Brześć Kujawski (1250), Radziejów (1252), Włocławek (1255), Gniewkowo (po 1267), Kruszwica (1303). Później lokowano miasta na terenach położonych na obrzeżach dzielnicy: Raciążek (1317), Solec Kujawski (1325), Bydgoszcz (1346). W II poł. XIV w. lokowano: Pakość (1359), Przedecz (1363), Koronowo (1368), Fordon (1382).
Do miast królewskich i siedzib starostów grodowych należały w XV – XVIII w.: Brześć Kujawski, Bydgoszcz, Inowrocław, Kowal, Kruszwica, Przedecz i Radziejów. Innymi miastami królewskimi były m.in. Brdów, Gębice, Gniewkowo, Fordon, Solec Kujawski, Skulsk, Podgórz. Do miast kościelnych zaliczały się m.in. Koronowo, Raciążek, Sompolno, Strzelno, Włocławek, zaś do prywatnych miast szlacheckich: Chodecz, Izbica Kujawska, Lubień Kujawski, Lubraniec, Pakość, Służewo. Do największych miast kujawskich w okresie przedrozbiorowym należały: Bydgoszcz i Włocławek (powyżej 3 tys. mieszkańców w XVI w.) oraz Inowrocław (2 tys.) Nieco niżej plasowały się Brześć Kujawski, Kowal i Radziejów. Współcześnie zaś największe ośrodki Kujaw to Bydgoszcz (341 tys.), Włocławek (108 tys.) i Inowrocław (71 tys.).
Do miast Kujaw należą:
| Lp. | Miasto               | Populacja | Powierzchnia | Województwo        |
| --- | -------------------- | --------- | ------------ | ------------------ |
| 1.  | Bydgoszcz            | 341 692   | 175,98 km²   | kujawsko-pomorskie |
| 2.  | Włocławek            | 108 561   | 84,32 km²    | kujawsko-pomorskie |
| 3.  | Fordon               | 71 850    | 30,63 km²    | kujawsko-pomorskie |
| 4.  | Inowrocław           | 71 674    | 30,42 km²    | kujawsko-pomorskie |
| 5.  | Solec Kujawski       | 15 635    | 18,68 km²    | kujawsko-pomorskie |
| 6.  | Aleksandrów Kujawski | 12 102    | 7,23 km²     | kujawsko-pomorskie |
| 7.  | Ciechocinek          | 10 618    | 15,26 km²    | kujawsko-pomorskie |
| 8.  | Koronowo             | 10 288    | 28,18 km²    | kujawsko-pomorskie |
| 9.  | Podgórz              | 10 025    | 11,47 km²    | kujawsko-pomorskie |
| 10. | Kruszwica            | 8 819     | 6,64 km²     | kujawsko-pomorskie |
| 11. | Janikowo             | 8 712     | 9,51 km²     | kujawsko-pomorskie |
| 12. | Barcin               | 7 381     | 3,70 km²     | kujawsko-pomorskie |
| 13. | Gniewkowo            | 6 825     | 9,18 km²     | kujawsko-pomorskie |
| 14. | Pakość               | 5 676     | 3,46 km²     | kujawsko-pomorskie |
| 15. | Strzelno             | 5 611     | 4,46 km²     | kujawsko-pomorskie |
| 16. | Radziejów            | 5 516     | 5,69 km²     | kujawsko-pomorskie |
| 17. | Brześć Kujawski      | 4 596     | 7,04 km²     | kujawsko-pomorskie |
| 18. | Łabiszyn             | 4469      | 2,89 km²     | kujawsko-pomorskie |
| 19. | Piotrków Kujawski    | 4 426     | 9,76 km²     | kujawsko-pomorskie |
| 20. | Sompolno             | 3 614     | 6,21 km²     | wielkopolskie      |
| 21. | Kowal                | 3 505     | 4,71 km²     | kujawsko-pomorskie |
| 22. | Lubraniec            | 3 012     | 1,97 km²     | kujawsko-pomorskie |
| 23. | Izbica Kujawska      | 2 596     | 2,24 km²     | kujawsko-pomorskie |
| 24. | Chodecz              | 1 852     | 1,39 km²     | kujawsko-pomorskie |
| 25. | Nieszawa             | 1 843     | 9,85 km²     | kujawsko-pomorskie |
| 26. | Przedecz             | 1 726     | 2,98 km²     | wielkopolskie      |
| 27. | Lubień Kujawski      | 1 394     | 2,31 km²     | kujawsko-pomorskie |

### Miasta zdegradowane
Do dawnych miast Kujaw należą:
| Lp. | Dawne miasto | Populacja | Prawa miejskie | Degradacja  | Województwo        |
| --- | ------------ | --------- | -------------- | ----------- | ------------------ |
| 1.  | Osięciny     | 2768      | 1824 r.        | 1870 r.     | kujawsko-pomorskie |
| 2.  | Raciążek     | 1765      | 1317 r.        | 1870 r.     | kujawsko-pomorskie |
| 3.  | Skulsk       | 1497      | 1409 r.        | 1870 r.     | wielkopolskie      |
| 4.  | Służewo      | 1180      | przed 1489 r.  | 1870 r.     | kujawsko-pomorskie |
| 5.  | Gębice       | 890       | 1425 r.        | 1934 r.     | kujawsko-pomorskie |
| 6.  | Brdów        | 855       | 1436 r.        | 1870 r.     | wielkopolskie      |
| 7.  | Byszewo      | 174       | 1286 r.        | ok. 1300 r. | kujawsko-pomorskie |

## Turystyka
Spośród zabytków z okresu pradziejowego wymienić można obiekty megalityczne - groby kamienno-ziemne z przełomu IV i III tysiąclecia p.n.e. w Sarnowie, Gaju oraz Wietrzychowicach oraz gród kultury łużyckiej w Biskupinie sprzed 2700 lat. Do zabytków architektury romańskiej (XI – XIII w.) należą: kolegiata św. Piotra i Pawła w Kruszwicy, rotunda świętego Prokopa w Strzelnie, klasztor norbertanek w Strzelnie, kościół św. Małgorzaty w Kościelcu Kujawskim, kościół NMP w Inowrocławiu, kościół św. Wawrzyńca w Kościelnej Wsi. 
Spośród licznych świątyń gotyckich na Kujawach można wymienić takie świątynie jak katedra we Włocławku, kościół św. Marcina w Bydgoszczy oraz kościół parafialny w Brześciu Kujawskim. Spośród zamków z tego okresu zachowały się ruiny zamków w Kruszwicy, Dybowie koło Torunia, Wenecji i w Raciążku. Spośród zabytków renesansowych na Kujawach wyróżniają się kaplica grobowa Kościeleckich w Kościelcu, kaplice w katedrze we Włocławku, kościół w Runowie Krajeńskim i dwór obronny w Grocholinie. Wyjątkowym zabytkiem z okresu baroku jest Kalwaria Pakoska. Spośród najcenniejszych klasztorów na Kujawach należy wymienić Opactwo Cystersów w Koronowie, Opactwo Cystersów w Byszewie, Klasztor Benedyktynów w Mogilnie oraz klasztor franciszkanów w Radziejowie.
Przez zachodnią cześć Kujaw biegnie Szlak Piastowski. Do najważniejszych miejscowości turystyczno-krajoznawczych należą: Kruszwica, Strzelno, Inowrocław, Włocławek, Bydgoszcz, Koronowo. Uzdrowiskami są Ciechocinek, Inowrocław, Wieniec-Zdrój. Walory rekreacyjne oferują kąpieliska nad jeziorami (Przyjezierze, Jezuickim, Borównem, Zalewem Koronowskim), lasy (Puszcza Bydgoska). Corocznie urządzane są rekonstrukcje bitew polsko-krzyżackich: pod Płowcami (1331) i pod Koronowem (1410).
Na Kujawach stosunkowo liczne są ośrodki kultu religijnego: miejsca pielgrzymkowe w Markowicach w gminie Strzelno, Ostrowąs w gminie Aleksandrów Kujawski, Pieraniu w gminie Dąbrowa Biskupia), Kalwaria Pakoska (w jej skład wchodzą 23 kaplice i barokowy kościół Ukrzyżowania z 1661 roku), czy Brdów na południowym krańcu Kujaw z sanktuarium maryjnym i barokowym klasztorem paulinów.